# Liste der Biografien/Pot
Liste der Biografien |
Portal Biografien |
Personensuche
# |
A |
B |
C |
D |
E |
F |
G |
H |
I |
J |
K |
L |
M |
N |
O |
P |
Q |
R |
S |
T |
U |
V |
W |
X |
Y |
Z |
?
 
Pa |
Pc |
Pe |
Pf |
Ph |
Pi |
Pj |
Pk |
Pl |
Pm |
Pn |
Po |
Pr |
Ps |
Pt |
Pu |
Pv |
Pw |
Py
 
Poa |
Pob |
Poc |
Pod |
Poe |
Pof |
Pog |
Poh |
Poi |
Poj |
Pok |
Pol |
Pom |
Pon |
Poo |
Pop |
Por |
Pos |
Pot |
Pou |
Pov |
Pow |
Pox |
Poy |
Poz
Die Liste der Biografien führt alle Personen auf, die in der deutschsprachigen Wikipedia einen Artikel haben. Dieses ist eine Teilliste mit 559 Einträgen von Personen, deren Namen mit den Buchstaben „Pot“ beginnt.

## Pot
- Pot de Rhodes, Guillaume († 1603), Beamter des französischen Hofes und erster Großzeremonienmeister von Frankreich
- Pot d’Or, Gottlieb (1905–1978), deutscher Künstler
- Pot, Cor (* 1951), niederländischer Fußballspieler und -trainer
- Pot, Guy, französischer Adliger aus der Familie Pot
- Pot, Philippe (1428–1493), burgundischer und französischer Hofbeamter
- Pot, Régnier, Berater des Herzogs von Burgund

### Pota
- Póta, Georgina (* 1985), ungarische Tischtennisspielerin
- Potáč, Svatopluk (1925–2014), tschechoslowakischer Politiker
- Potacs, Michael (* 1958), österreichischer Jurist
- Potagos, Panagiotes (1838–1903), griechischer Afrikareisender
- Potain, Pierre (1825–1901), französischer Internist
- Potaka, Tama (* 1976), neuseeländischer Jurist und Politiker der New Zealand National Party
- Potaka-Dewes, Eru (1939–2009), neuseeländischer Schauspieler und Māori-Aktivist
- Potamiaina, Heilige und Märtyrerin
- Potamkin, Buzz (1945–2012), US-amerikanischer Filmproduzent und Filmregisseur von Werbefilmen
- Potamon, stellvertretender Statthalter der Ptolemäer von Zypern
- Potani, Severinah Abdon (1919–1993), sambischer römisch-katholischer Ordensgeistlicher, Bischof von Solwezi
- Potanin, Grigori Nikolajewitsch (1835–1920), russischer Entdecker
- Potanin, Wladimir Olegowitsch (* 1961), russischer Unternehmer und Politiker, Vize-Ministerpräsident der russischen RegierungWladimir Olegowitsch Potanin (* 1961)

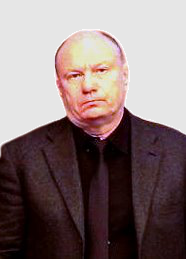
Wladimir Olegowitsch Potanin (* 1961)

- Potanina, Alexandra Wiktorowna (1843–1893), russische Geografin und Forschungsreisende
- Potansky, Karl (* 1902), österreichischer Dirigent und deutscher Musikdirektor
- Potap (* 1981), ukrainischer Songwriter, R&B- und Hip-Hop-Künstler
- Potapenko, Irina (* 1986), deutsch-ukrainische Schauspielerin
- Potapenko, Witalij (* 1975), ukrainischer Basketballspieler
- Potapova, Daniela (* 1996), deutsche rhythmische Sportgymnastin
- Potapova, Jelizaveta (* 1988), litauische Schachspielerin
- Potapow, Alexei Wladimirowitsch (* 1989), russischer Eishockeyspieler
- Potapow, Leonid Pawlowitsch (1905–2000), sowjetischer Ethnologe und Historiker
- Potapow, Makari Wassiljewitsch (1887–1949), russisch-sowjetischer Wasserbauingenieur und Hochschullehrer
- Potapow, Maxim Gennadjewitsch (* 1980), russischer Eishockeyspieler
- Potapow, Wiktor Jakowlewitsch (1947–2017), sowjetischer Segler
- Potapowa, Anastassija Sergejewna (* 2001), russische TennisspielerinAnastassija Sergejewna Potapowa (* 2001)

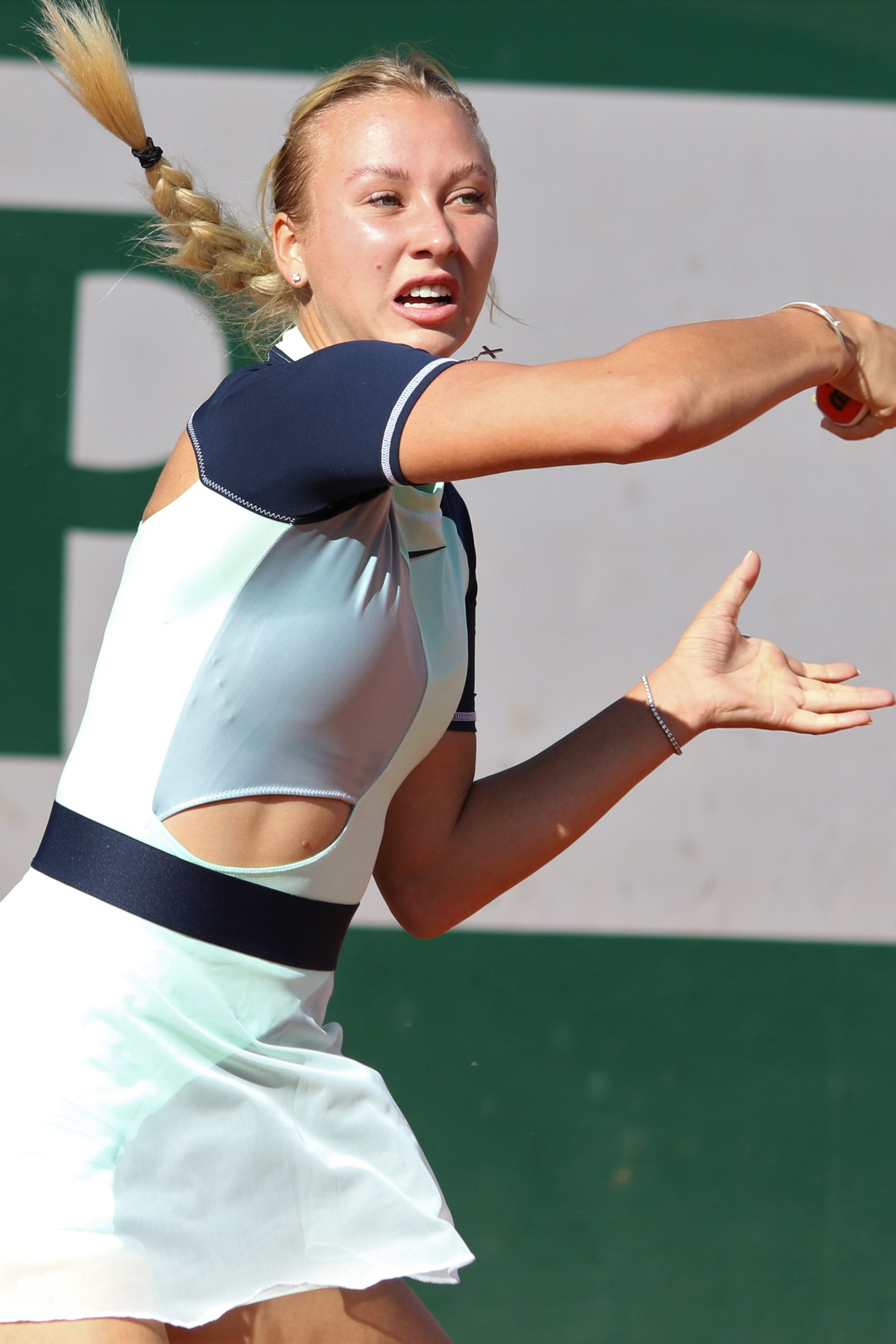
Anastassija Sergejewna Potapowa (* 2001)

- Potapowa, Sabina (* 1996), kasachische Kugelstoßerin
- Potapowitsch, Igor (* 1967), kasachischer Stabhochspringer
- Potari, Eleni (* 1982), griechtsche Handballspielerin
- Potaschewitsch, Wjatscheslaw Borissowitsch (* 1994), russisch-georgischer Eishockeyspieler
- Potasiński, Włodzimierz (1956–2010), polnischer Offizier, Chef der militärischen Sondereinheiten
- Potassy, Paul (1923–2018), österreichischer Zauberkünstler
- Potasznik, Szmul (1909–1943), polnisch-jüdisch marxistischer Widerstandskämpfer gegen die deutsche Besatzung Belgiens
- Pōtatau Te Wherowhero (1775–1860), erster König der Māori in Neuseeland
- Potazsnyk, Vladimir, australischer Snookerspieler

### Potc
- Potcoavă, Ioan († 1578), Herrscher des Fürstentums Moldau

### Pote
- Pote Sarasin (1905–2000), thailändischer Diplomat und Politiker
- Poté, Mickaël (* 1984), beninisch-französischer Fußballspieler
- Potebnja, Alexander Afanassjewitsch (1835–1891), -ukrainisch-russischer Philologe
- Potec, Camelia (* 1982), rumänische Schwimmerin
- Potechin, Bogdan Witaljewitsch (* 1992), russischer Eishockeyspieler
- Potechin, Iwan Isossimowitsch (1903–1964), sowjetischer Afrikawissenschaftler und Historiker
- Potechina, Lydia (1883–1934), russische Schauspielerin
- Potechina, Wiktorija (* 1993), ukrainische Wasserspringerin
- Poteet, Scott (* 1973), US-amerikanischer Kampfpilot und Astronaut
- Potego, Ekaterina (* 1984), russisch-österreichische Sopranistin
- Potejew, Alexander Nikolajewitsch (* 1952), russischer Geheimdienstoffizier
- Potejewa, Irina Witaljewna (* 1986), russische Boxerin
- Poteko, Vid (* 1991), slowenischer Handballspieler
- Potel, François-André (1697–1783), französischer Geistlicher und Lokalhistoriker
- Potel, Kurt (1910–1983), deutscher Veterinärmediziner und Hochschullehrer
- Potel, Victor (1889–1947), US-amerikanischer Schauspieler
- Potempa, Annette (* 1976), deutsche Schauspielerin, Sprecherin, Musicaldarstellerin und ehemalige Turnerin
- Potempa, Georg (1928–1998), deutscher Autor
- Potempa, Harald (* 1963), deutscher Offizier und Historiker
- Poten, Bernhard von (1828–1909), preußischer Oberst und Militärschriftsteller
- Poten, Georg (1881–1965), deutscher Polizist und Generalleutnant im Zweiten Weltkrieg
- Poten, Karl (1845–1905), sächsischer Generalleutnant
- Potengowski, Anna Friederike (* 1975), deutsche Flötistin und Kammermusikerin
- Potent, Warren (* 1962), australischer Sportschütze
- Potente, Franka (* 1974), deutsche Schauspielerin, Filmregisseurin, Drehbuchautorin und SchriftstellerinFranka Potente (* 1974)

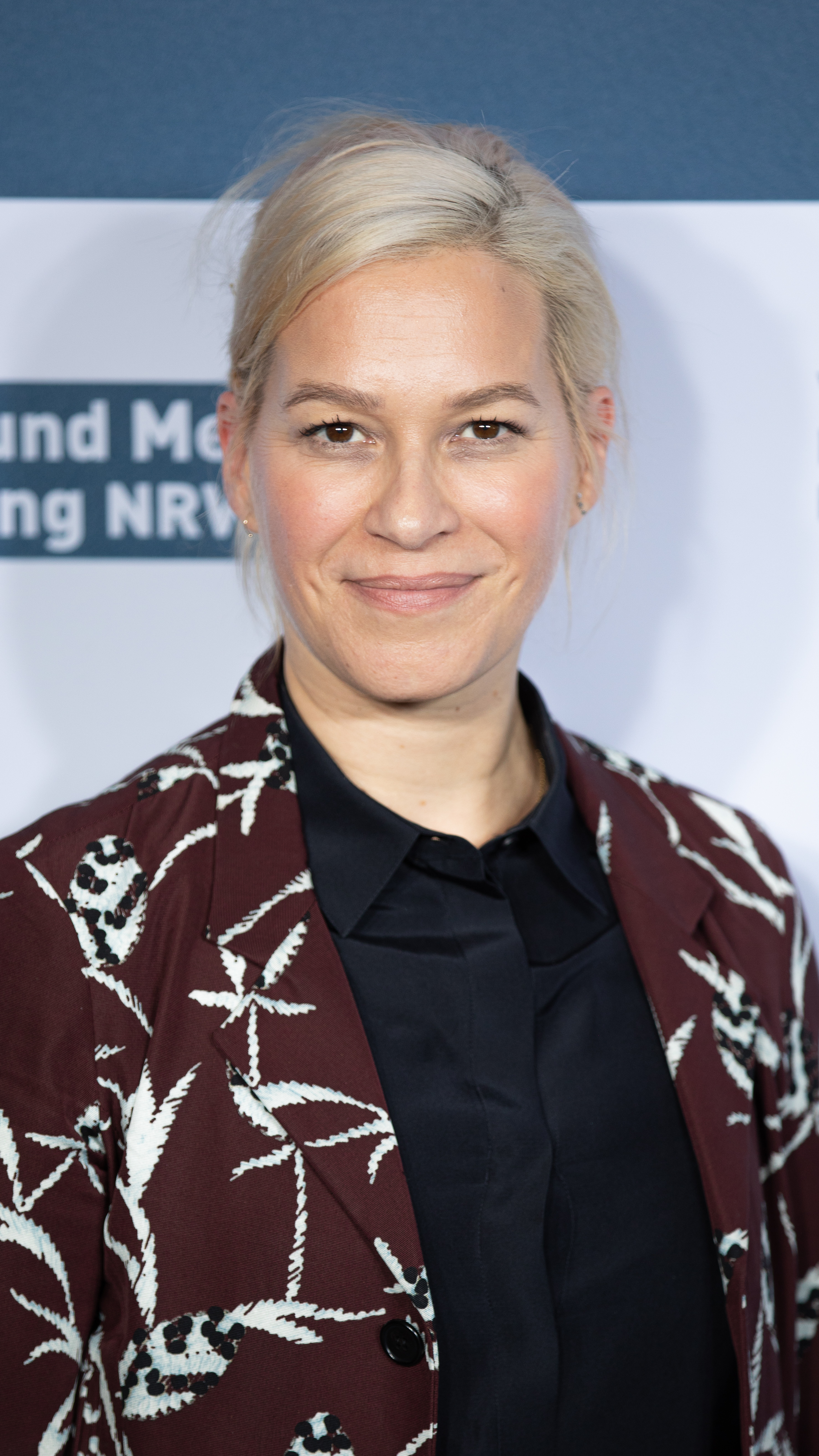
Franka Potente (* 1974)

- Potente, Georg (1876–1945), deutscher Gärtner, Gartendirektor in Sanssouci, Begründer der Gartendenkmalpflege
- Potente, Helmut (* 1939), deutscher Ingenieurwissenschaftler
- Potentinus, Heiliger Laie
- Potenza, Alessandro (* 1984), italienischer Fußballspieler
- Potenza, Cassandra, kanadisch-italienische Schauspielerin und Stand-up-Comedian
- Potępa, Wioletta (* 1980), polnische Diskuswerferin
- Pöter, Philipp (* 1986), deutscher Handballspieler
- Poterba, James (* 1958), US-amerikanischer Ökonom und Hochschullehrer
- Potesil, Leopold (1933–2023), österreichischer Boxer
- Potesil, Maria (1894–1984), österreichische Gerechte unter den Völkern
- Potestas, Allia, freigelassene römische Sklavin
- Potetz, Helene (1902–1987), österreichische Politikerin (SPÖ), Landtagsabgeordnete

### Potg
- Potgieter, Andries Hendrik (1792–1852), Voortrekker-Anführer
- Potgieter, Bradley (* 1989), südafrikanischer Radrennfahrer
- Potgieter, Christo (* 1987), südafrikanischer Squashspieler
- Potgieter, Gert (* 1937), südafrikanischer Hürdenläufer
- Potgieter, Louis (1951–1994), südafrikanischer Tänzer, Mitglied der Popgruppe Dschinghis Khan
- Potgieter, Piet (1822–1854), Voortrekker-Anführer
- Potgieter, Renate (* 1938), deutsche Weitspringerin
- Potgieter, Roelie (* 1980), südafrikanischer Kugelstoßer

### Poth
- Poth, Brian (* 1975), US-amerikanischer Schauspieler
- Poth, Chlodwig (1930–2004), deutscher Satiriker, Zeichner, Karikaturist und ComiczeichnerChlodwig Poth (1930–2004)

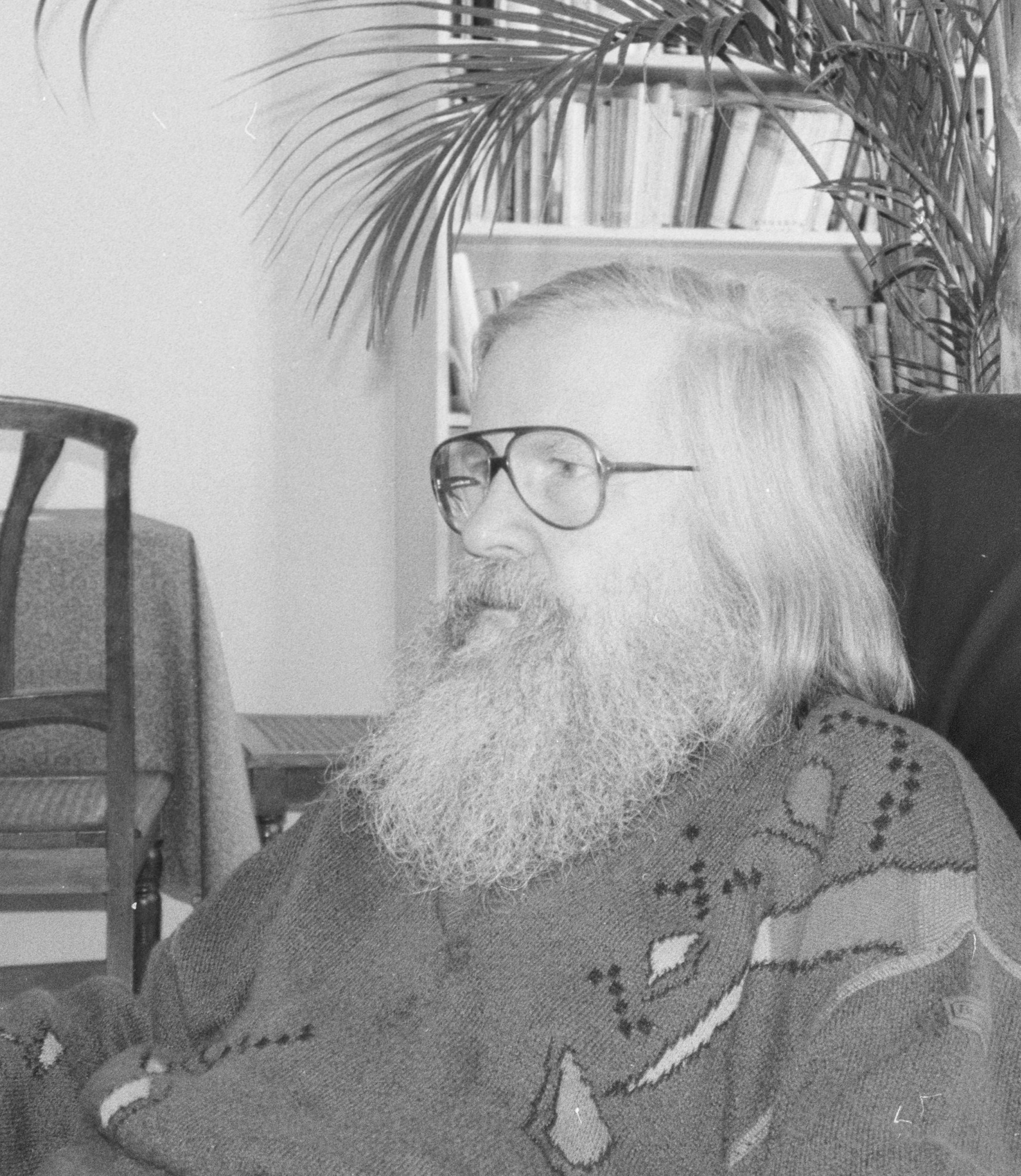
Chlodwig Poth (1930–2004)

- Poth, Hans-Dieter, deutscher Brigadegeneral und Militärattaché
- Poth, Karl August (1895–1960), deutscher Politiker (SPD), MdL
- Poth, Moritz (* 1984), deutscher Filmeditor
- Pothacamury, Thomas (1889–1968), indischer Geistlicher, römisch-katholischer Erzbischof von Bangalore
- Pothaios, griechischer Architekt
- Pothanamuzhy, Emmanuel (1932–2003), indischer Geistlicher, Bischof von Mananthavady
- Pothast, Ulrich (* 1939), deutscher Philosoph
- Potheau, Louis (1870–1955), französischer Segler
- Potheinos († 48 v. Chr.), Minister des ägyptischen Königs Ptolemaios XIII.
- Pothey, Alexandre (1820–1897), französischer Schriftsteller, Journalist und Illustrator
- Pothi (1710–1791), Regent und König des Königreiches Champasak
- Pothier, Aram J. (1854–1928), US-amerikanischer Politiker
- Pothier, Brian (* 1977), US-amerikanischer Eishockeyspieler und -trainer
- Pothier, Eric (* 1979), kanadischer Rennrodler
- Pothier, Joseph (1835–1923), französischer Ordensgeistlicher, Abt der Abtei Saint-Wandrille und Erforscher des Gregorianischen Chorals
- Pothier, Lucien (1883–1957), französischer Radrennfahrer
- Pothier, Robert-Joseph (1699–1772), französischer Rechtsgelehrter
- Pothinus († 177), Bischof von Lyon, Märtyrer, Heiliger
- Pothmann, Achim (* 1967), deutscher Sachbuchautor
- Pothmann, Dieter (1927–2023), deutscher Papieringenieur, Papierhistoriker sowie Mitinhaber der Düsseldorfer Papierfabrik Julius Schulte Söhne GmbH & Co. KG
- Pothmann, Heinrich (1858–1938), deutscher Verwaltungsjurist und stellvertretender Direktor der Landesbank der Provinz Westfalen
- Pothmer, Brigitte (* 1955), deutsche Politikerin (Bündnis 90/Die Grünen), MdL, MdBBrigitte Pothmer (* 1955)

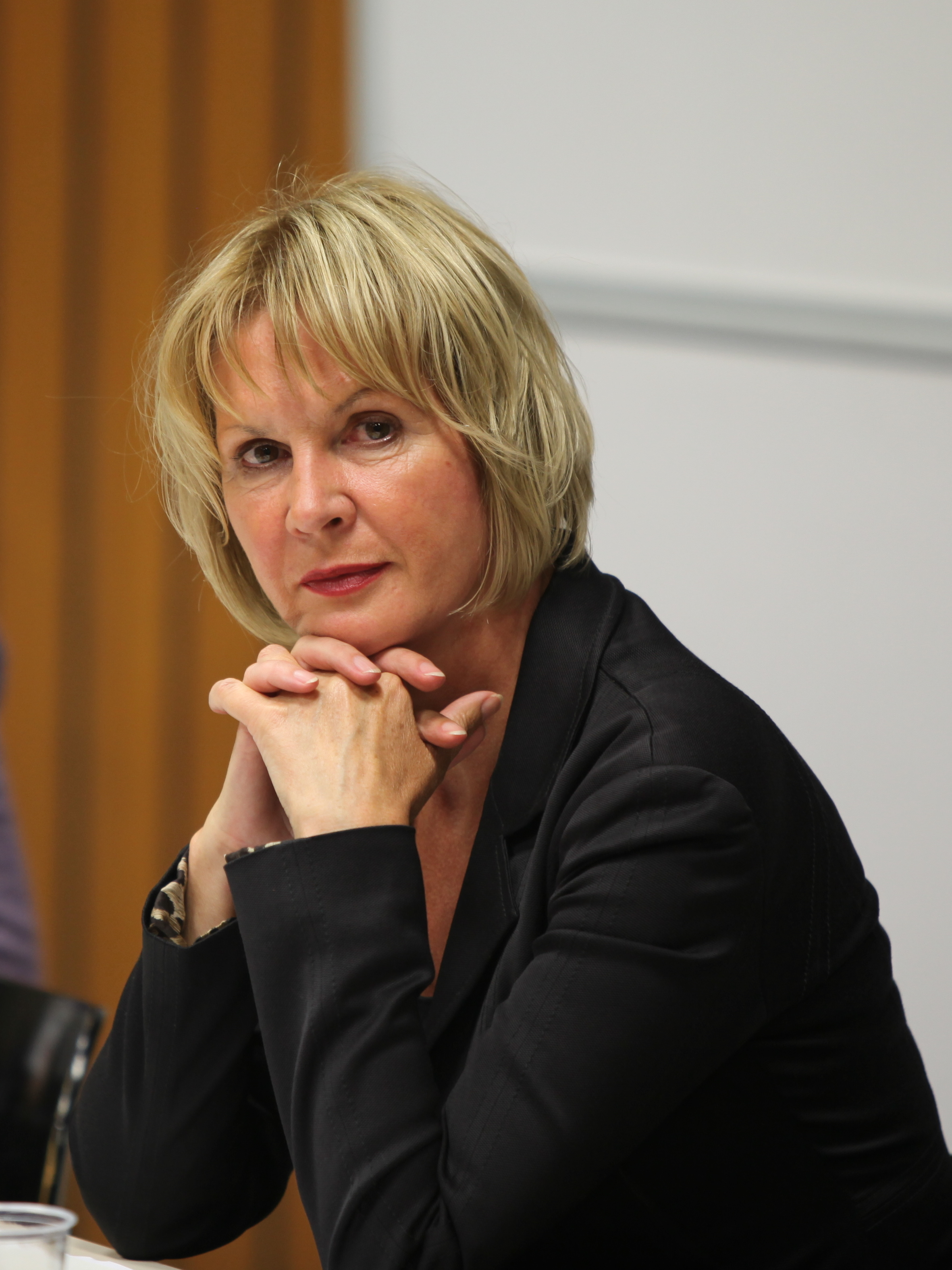
Brigitte Pothmer (* 1955)

- Potho von Pothenstein († 1390), Bischof von Münster und Schwerin
- Pothorst, Hans, deutscher Seefahrer und Entdecker
- Pothoven, Noa (2001–2019), niederländische Aktivistin und Autorin
- Pothuau, Louis Pierre Alexis (1815–1882), französischer Sozialist und Boulangist
- Pothuis, Charlotte (1867–1945), niederländische Malerin, Radiererin und Lithografin
- Pothuis-Smit, Carry (1872–1951), niederländische Lehrerin, Publizistin und Politikerin

### Poti
- Poti, Tom (* 1977), US-amerikanischer Eishockeyspieler
- Potié, Pascal (* 1964), französischer Radrennfahrer
- Potier de Courcy, Pol (1815–1891), französischer Historiker und Genealoge
- Potier de Gesvres, Étienne-René (1697–1774), Kardinal der römisch-katholischen Kirche
- Potier de Gesvres, François-Bernard (1655–1739), französischer Adliger, Gouverneur von Paris
- Potier de Gesvres, François-Joachim Bernard (1692–1757), französischer Adliger, Gouverneur von Paris
- Potier de Gesvres, Léon († 1704), französischer Adliger, Gouverneur von Paris
- Potier de Novion, Nicolas IV. (1618–1693), französischer Staatsbeamter, Jurist und Mitglied der Académie française
- Potier de Tresmes, René de († 1670), französischer Hochadliger, Militär und Politiker
- Potier, Augustin († 1650), französischer römisch-katholischer Bischof und Staatsmann
- Potier, Benoît (* 1957), französischer Industriemanager
- Potier, Charles Michel (1785–1855), französisch-russischer Verkehrsingenieur und Hochschullehrer
- Potier, Louis († 1630), Secrétaire dÉtat
- Potier, Pierre (1934–2006), französischer Chemiker
- Potier, Suki (1947–1981), britisches Model
- Pöting, Friedrich (1921–1998), deutscher Politiker (SPD), MdBB
- Pöting, Gerda (1907–1997), deutsche Leichtathletin
- Potiorek, Oskar (1853–1933), Offizier der österreichisch-ungarischen ArmeeOskar Potiorek (1853–1933)

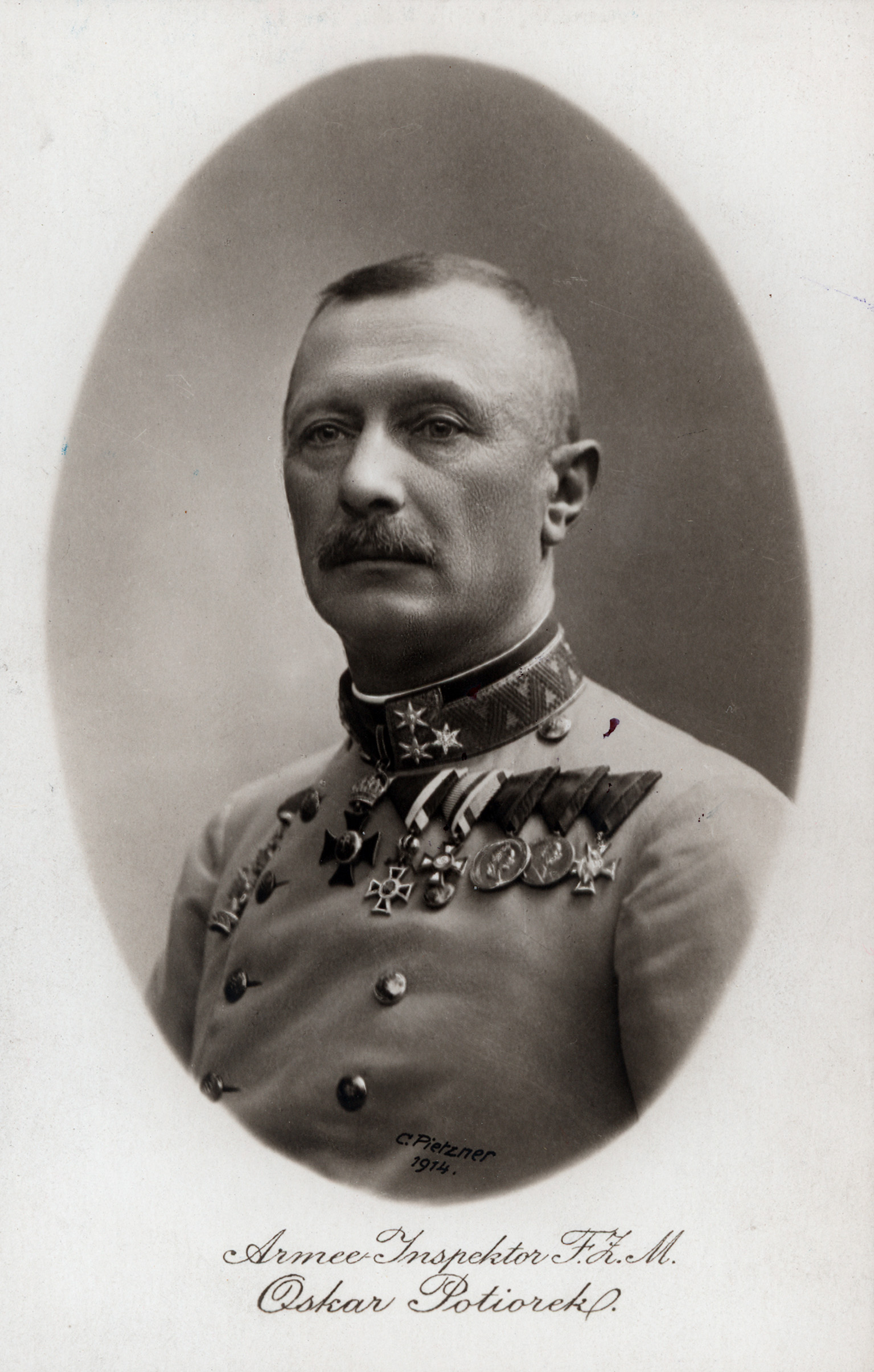
Oskar Potiorek (1853–1933)

- Potiquet, Alfred (1820–1883), französischer Staatsbeamter und Philatelist
- Potiron, Liliane (* 1998), mauritische Dreispringerin
- Potitus Poplicola, Publius Valerius, römischer Politiker und Feldherr

### Potj
- Potjewyd, Helene (1872–1947), Kunstsammlerin
- Potjomkin, Grigori Alexandrowitsch (1739–1791), russischer Feldmarschall, Vertrauter und Günstling der russischen Kaiserin Katharina der GroßenGrigori Alexandrowitsch Potjomkin (1739–1791)

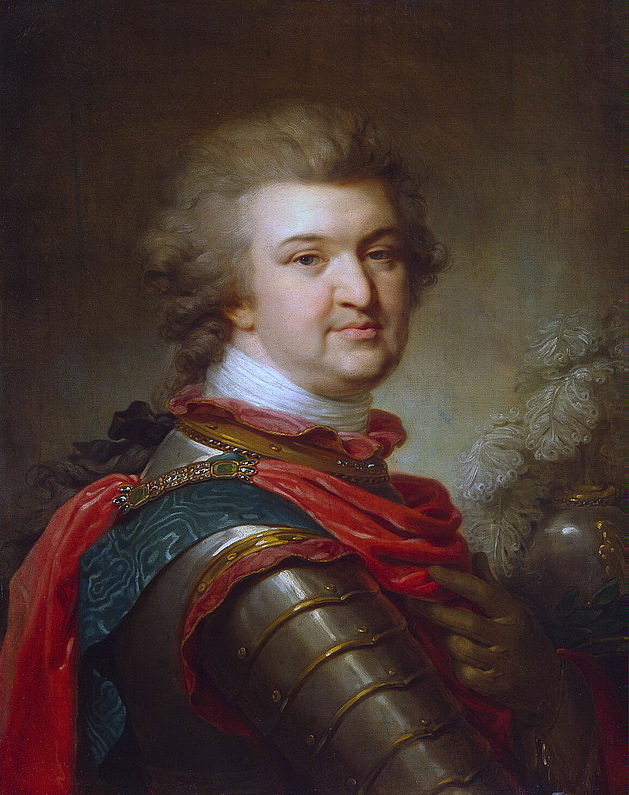
Grigori Alexandrowitsch Potjomkin (1739–1791)

- Potjomkin, Lew Lwowitsch (1905–1989), sowjetischer Theater- und Film-Schauspieler
- Potjomkin, Pjotr Iwanowitsch († 1700), russischer Diplomat, Wojewode und Namestnik von Borowsk
- Potjomkin, Wladimir Petrowitsch (1874–1946), sowjetischer Pädagoge und Diplomat
- Potjomkina, Walerija Leonidowna (* 1985), russische Shorttrackerin

### Potk
- Potkin, Wladimir Alexejewitsch (* 1982), russischer Schachgroßmeister
- Potkonen, Mira (* 1980), finnische Boxerin

### Potl
- Potlow, Oleksandr (1919–1961), Architekt in Mariupol

### Potm
- Potma, Jakob († 1704), deutscher Maler, kurfürstlicher bayerischer Hofmaler und Kammerdiener von Kurfürst Maximilian II. Emanuel von Bayern
- Potměšil, Jan (* 1966), tschechischer Schauspieler
- Potměšil, Ladislav (1945–2021), tschechischer Schauspieler

### Potn
- Potnik, Lucija (* 2005), slowenische Sprinterin

### Poto
- Potočar, Luka (* 2001), slowenischer Sportkletterer
- Potochnik, Angela, US-amerikanische Philosophin
- Potocka, Delfina (1807–1877), polnische Adlige, enge Freundin des Komponisten Frédéric Chopin sowie des Dichters Zygmunt Krasiński
- Potocka, Helena (1763–1815), polnisch-litauische Hochadlige
- Potocka, Klaudyna (1801–1836), polnische Patriotin und Krankenpflegerin während des Novemberaufstands
- Potocka, Małgorzata (* 1953), polnische Filmschauspielerin, -regisseurin und -produzentin
- Potocka, Zofia (1760–1822), griechische Kurtisane, polnische AdligeZofia Potocka (1760–1822)

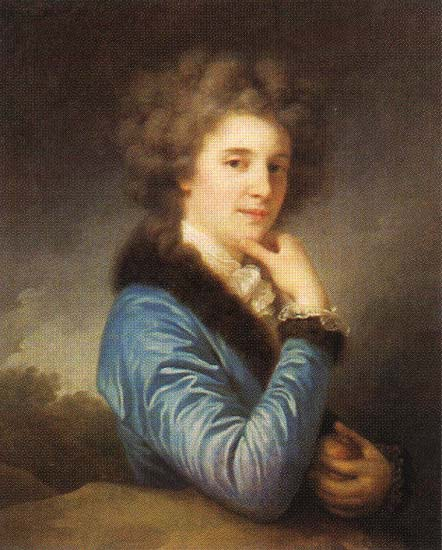
Zofia Potocka (1760–1822)

- Potocki, Alfred Józef († 1889), polnischer Adliger und österreichisch-ungarischer Politiker
- Potocki, André (* 1950), französischer Jurist und Richter am Europäischen Gerichtshof für Menschenrechte
- Potocki, Andrzej Kazimierz (1861–1908), polnischer Adliger, Statthalter von Galizien
- Potocki, Franciszek Salezy (1700–1772), polnischer Magnat und Woiwode der Woiwodschaft Kiew
- Potocki, Ignacy (1750–1809), polnischer Publizist, Schriftsteller und Staatsmann
- Potocki, Jakub († 1613), polnischer Heerführer und Generalwoiwode
- Potocki, Jan (1761–1815), polnischer Romancier, Historiker und Ethnograph
- Potocki, Jerzy Antoni (1889–1961), polnischer Politiker und Diplomat
- Potocki, Józef (1673–1751), polnisches Mitglied der Szlachta und Großhetman
- Potocki, Mikołaj († 1651), polnischer Magnat und Großhetman der polnischen Krone
- Potocki, Nikolaus Basilius († 1782), polnischer Magnat
- Potocki, Sally (* 1989), australische Handball- und Basketballspielerin
- Potocki, Stanisław (1579–1667), polnischer Staatsmann und Heerführer
- Potocki, Stanisław Kostka (1755–1821), polnischer Politiker und General
- Potocki, Stanisław Szczęsny (1751–1805), polnischer Magnat und Politiker
- Potocki, Stefan († 1648), polnischer Adeliger, Starost von Nischyn und Heerführer
- Potocki, Theodor Andreas (1664–1738), polnischer Bischof
- Potočki, Viktor (* 1999), kroatischer Radrennfahrer
- Potocki, Wacław (1621–1696), polnischer Schriftsteller
- Potocnak, Joseph James (* 1933), US-amerikanischer Ordensgeistlicher, emeritierter Bischof von De Aar
- Potocnik, Gertrud (* 1955), deutsche Tischtennis- und Tennisspielerin
- Potočnik, Herman (1892–1929), österreichischer RaumfahrttheoretikerHerman Potočnik (1892–1929)

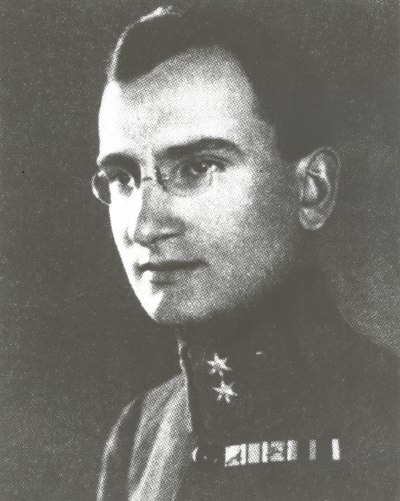
Herman Potočnik (1892–1929)

- Potočnik, Janez (* 1958), slowenischer Politiker und ehemaliger EU-Kommissar
- Potočnik, Jure (* 1986), slowenischer Naturbahnrodler
- Potočnik, Nina (* 1997), slowenische Tennisspielerin
- Potofski, Ulli (1952–2025), deutscher SportmoderatorUlli Potofski (1952–2025)

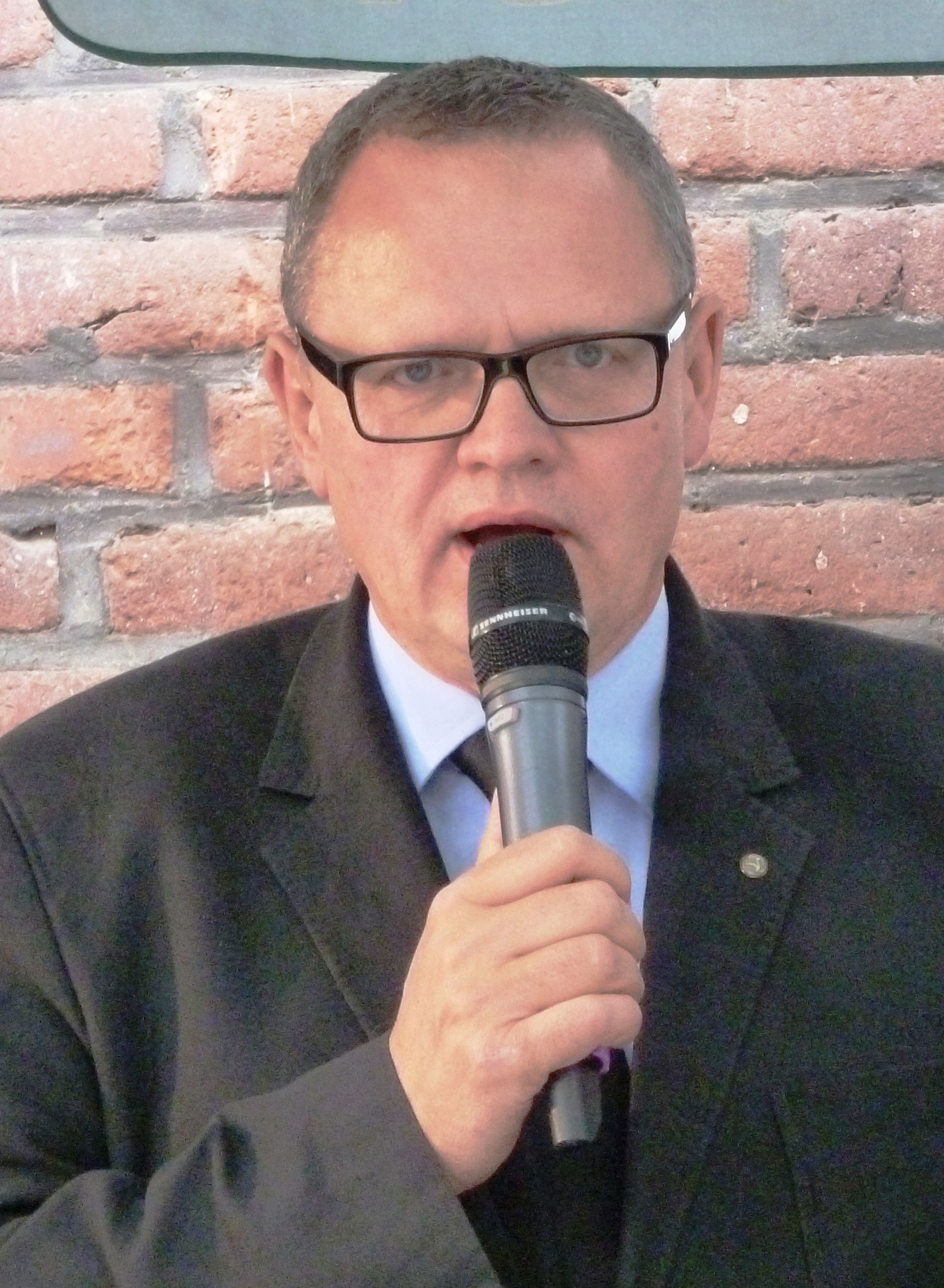
Ulli Potofski (1952–2025)

- Potok, Anatol (1892–1986), polnisch-russisch-amerikanischer Stummfilmschauspieler, Filmproduzent, Produktionsleiter und (im Exil) Im- und Exportkaufmann
- Potok, Chaim (1929–2002), amerikanisch-jüdischer Schriftsteller und Rabbi
- Potok, Lola (* 1921), polnisch-US-amerikanische Geheimpolizistin, Gefängnis-Kommandantin in Polen
- Potokárová, Monika (1992–2019), slowakische Schauspielerin
- Potoker, John (1913–2008), US-amerikanischer Jazzmusiker
- Potolicchio, Vicente (* 1968), venezolanischer Automobilrennfahrer
- Potomski, Barry (1972–2011), kanadischer Eishockeyspieler
- Potone, Schwester Platons, Mutter des Speusippos
- Potonié, Henry (1857–1913), deutscher Botaniker und Paläobotaniker
- Potonié, Robert (1889–1974), deutscher Paläobotaniker
- Potonié-Pierre, Edmond (1829–1902), französischer Pazifist
- Potonié-Pierre, Eugénie (1844–1898), französische Feministin
- Potopalskyj, Maksym (* 2000), ukrainischer Fußballspieler
- Potorac, Gabriela (* 1973), rumänische Kunstturnerin
- Pototschnig, Franz (1926–2007), österreichischer Kirchenrechtler
- Pototschnig, Heinz (1923–1995), österreichischer Arzt und Schriftsteller
- Pototschnig, Veronika (* 2001), österreichische Fußballspielerin
- Pototzky, Burkhard (* 1957), deutscher Brigadegeneral und Abteilungsleiter Einsatz und Leiter der Operationszentrale der Luftwaffe im Zentrum Luftoperationen in Kalkar
- Potouridis, Elpidoforos (* 1975), griechischer Bahn- und Straßenradrennfahrer
- Potouridis, Ioannis (* 1992), griechischer Fußballspieler
- Potowa Rinchen Sel (1027–1105), tibetischer Lehrer der Kadam-Tradition des tibetischen Buddhismus

### Potp
- Potpeschnigg, Josef (1809–1893), österreichischer Jurist und Politiker

### Potr
- Potra, Dan (* 1978), rumänischer Kunstturner
- Potrafke, Niklas (* 1980), deutscher Volkswirtschafter und Hochschullehrer für Volkswirtschaftslehre, insbesondere Finanzwissenschaft
- Potratz, Johannes A. H. (* 1906), deutscher Vorderasiatischer Archäologe und Prähistoriker
- Potratz, Oliver (* 1973), deutscher Jazzbassist
- Potrč, Martina (* 1991), slowenische Fußballspielerin
- Potrebitsch, Georg (* 1984), deutscher Triathlet
- Potroško, Dario (* 1992), kroatischer Fußballspieler
- Potrykus, Folkert (1900–1971), deutscher Politiker (KPD)
- Potrykus, Franz (* 1887), deutscher Politiker (Zentrum) in Danzig
- Potrykus, Ingo (* 1933), deutscher Biologe
- Potrykus, Johannes, deutscher Radrennfahrer
- Potrzeba, Maria (1927–2017), deutsches NS-Opfer
- Potrzebowski, Stanisław (* 1937), polnischer Historiker, Philosoph und Universitätsdozent

### Pots
- Potsakis, Panagiotis (* 1986), griechischer Radrennfahrer
- Pötsch, Christian Gottlieb (1732–1805), deutscher Naturforscher, Mineraloge und Meteorologe
- Pötsch, Hans Dieter (* 1951), österreichischer Automanager und Vorstandsmitglied des Volkswagen-KonzernsHans Dieter Pötsch (* 1951)

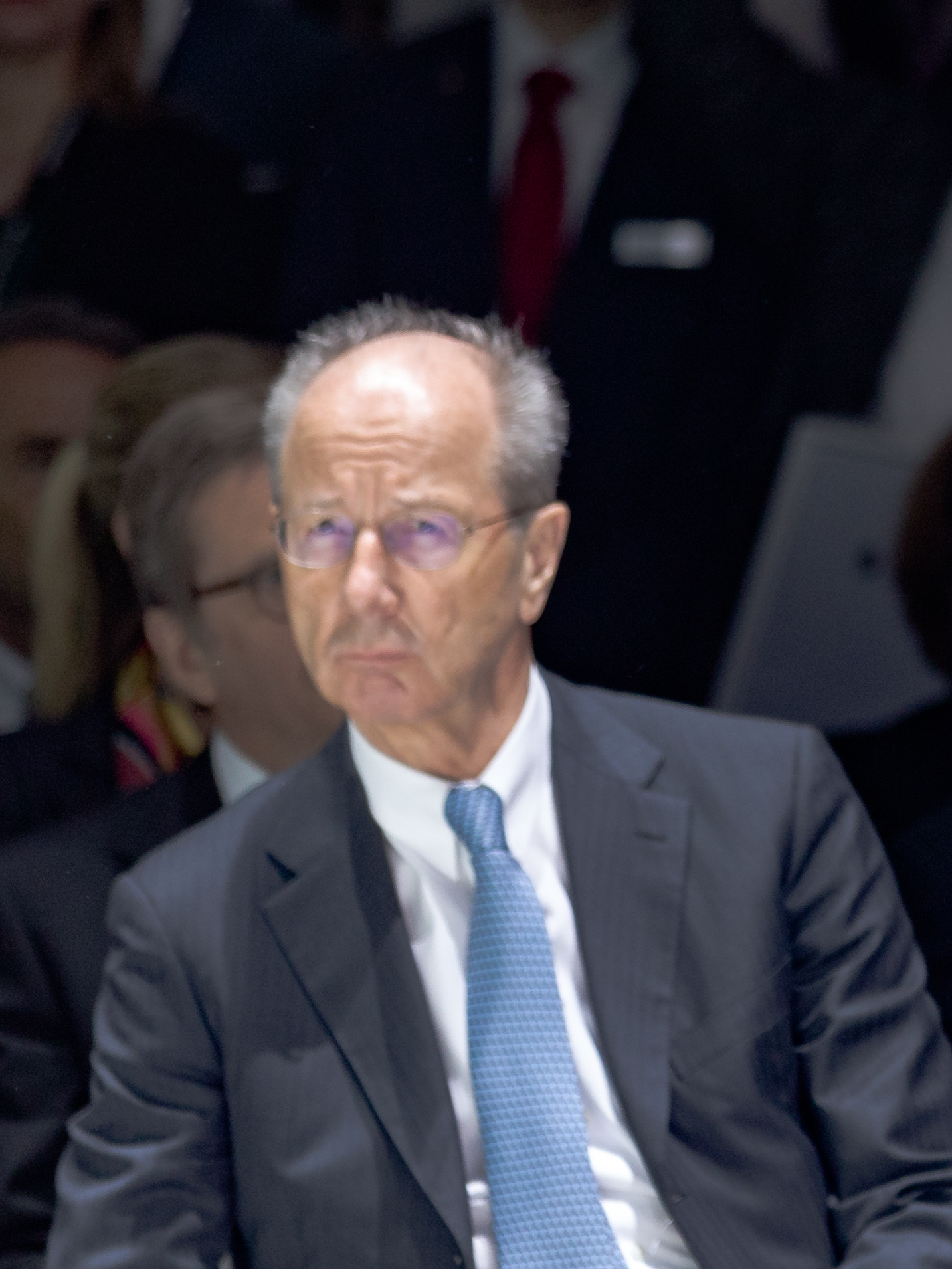
Hans Dieter Pötsch (* 1951)

- Pötsch, Horst (* 1931), deutscher Radsportler
- Pötsch, Igo (1884–1943), österreichischer Lithograph, Maler und Plakatkünstler sowie Kunstpädagoge
- Pötsch, Johann (1894–1968), österreichischer Politiker (CS, VF, ÖVP), Abgeordneter zum Nationalrat, Mitglied des Bundesrates
- Pötsch, Karl (1823–1899), österreichischer Landwirt und Politiker, Landtagsabgeordneter
- Pötsch, Leopold (1853–1942), österreichischer Realschullehrer, Lehrer von Adolf Hitler
- Pötsch, Matthias (* 1984), österreichischer Kameramann
- Potsch, Otto (1938–2022), österreichischer Künstler
- Pötsch, Paul (* 1988), deutscher Musiker, Texter und SchauspielerPaul Pötsch (* 1988)

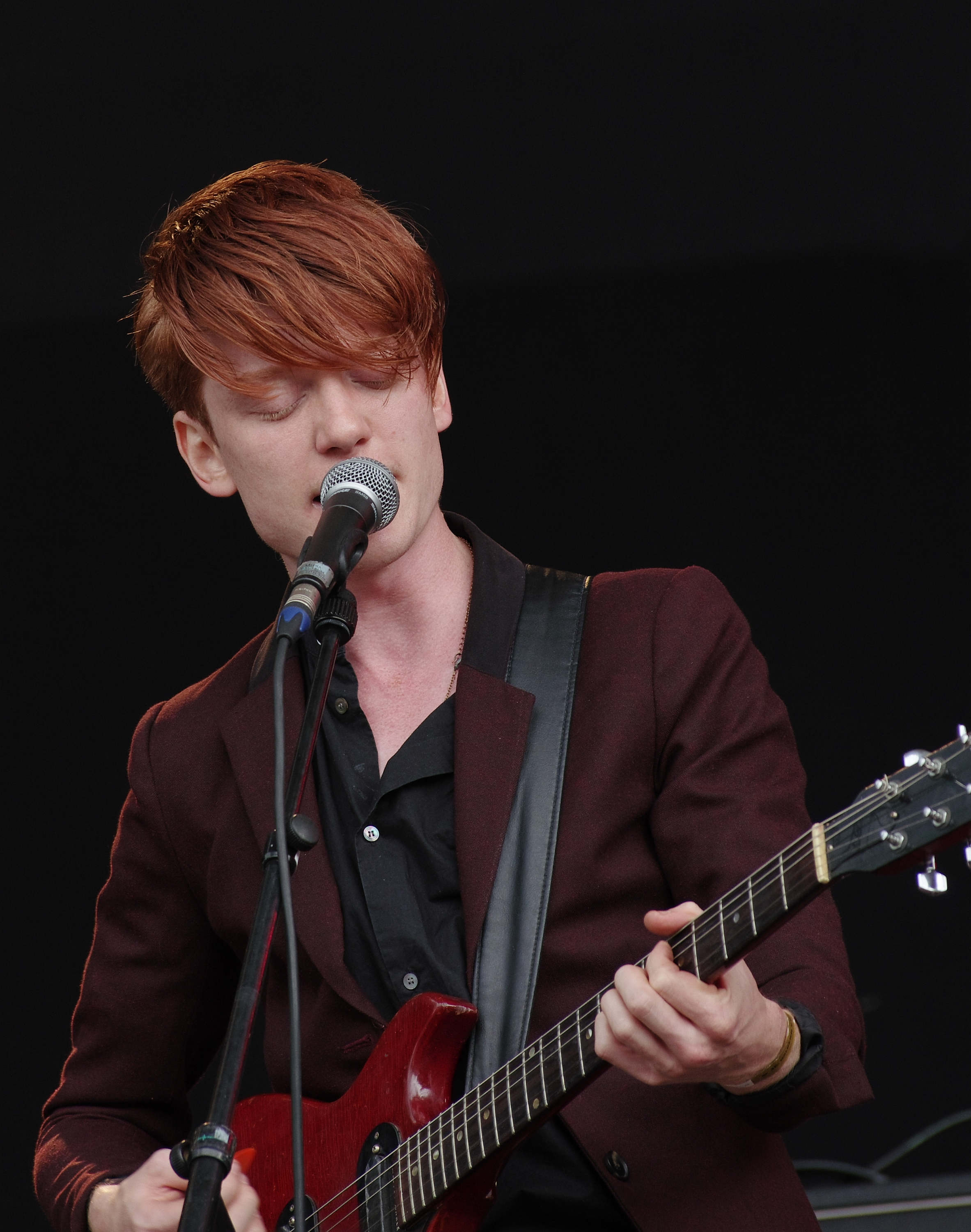
Paul Pötsch (* 1988)

- Potsch, Rudolf (* 1937), tschechischer Eishockeyspieler und -trainer
- Potschak, Rainer (* 1950), deutscher Fußballspieler
- Potschepa, Oksana Alexandrowna (* 1984), russische Sängerin und Model
- Pötscher, Gregor (* 1973), österreichischer Fußballspieler und -trainer
- Pötscher, Johann († 1750), österreichischer Bergbauer und Geheimprotestant
- Pötscher, Walter (1928–2004), österreichischer Klassischer Philologe
- Potschintschuk, Pjotr (1954–1991), belarussischer Geher
- Potschka, Bernhard (* 1952), deutscher Komponist und Musiker
- Potschka, Heidrun (* 1968), deutsche Pharmakologin und Hochschullehrerin
- Potschkalowa, Anfissa (* 1990), ukrainische Degenfechterin
- Pötschke, Dieter (1946–2022), deutscher Mathematiker, Historiker und Politiker (SPD)
- Pötschke, Günter (1929–2006), deutscher Journalist, Generaldirektor des Allgemeinen Deutschen Nachrichtendienstes (1977–1989) und Mitglied im Zentralkomitee (ZK) der Sozialistischen Einheitspartei Deutschlands (SED)
- Pötschke, Oliver (* 1987), deutsch-philippinischer Fußballspieler
- Pötschke-Langer, Martina (1951–2022), deutsche Medizinerin
- Potschtarjow, Artem (* 1993), ukrainischer Badmintonspieler
- Potschtarjow, Jewhen (* 1987), ukrainischer Badmintonspieler
- Potschtowyk, Krystyna (* 1998), ukrainische Tennisspielerin
- Potsi, Kassandra (* 2008), deutsche Fußballspielerin
- Potstock, William H. (1872–1941), deutsch-US-amerikanischer Musiker und Komponist

### Pott
- Pott, Adolf (1906–1943), preußischer Landrat
- Pott, Alfred (1882–1951), deutscher Manager
- Pott, Alida (1888–1931), niederländische Malerin
- Pott, Andreas (* 1968), deutscher Sozialgeograph und Hochschullehrer
- Pott, Anthon Günther (1646–1711), königlich dänischer Brigadier, Chef des Oldenburgischen Infanterie-Regiments und Oberkommandant der Grafschaften Oldenburg und Delmenhorst
- Pott, Anton (1903–1986), deutscher Bischof der katholischen Kirche
- Pott, August (1806–1883), deutscher Komponist und Hofkapellmeister in Oldenburg
- Pott, August Friedrich (1802–1887), deutscher Sprachwissenschaftler
- Pott, Carl (1906–1985), deutscher Fabrikant und Industriedesigner
- Pott, David Julius (1760–1838), deutscher lutherischer Theologe und Hochschullehrer
- Pott, Eckart (* 1948), deutscher Biologe, Autor und Naturfotograf
- Pott, Elisabeth (* 1949), deutsche Ärztin für Öffentliches Gesundheitswesen und Hochschullehrerin
- Pott, Emil (1851–1913), deutscher Tierzuchtwissenschaftler
- Pott, Fritz (1939–2015), deutscher Fußballspieler und -trainer
- Pott, Gottfried (1939–2024), deutscher Typograf, Kalligraf, Autor und Lehrer
- Pott, Guido (* 1966), deutscher Politiker (SPD), MdL Niedersachsen
- Pott, Hans-Georg (* 1946), deutscher Germanist
- Pott, Harry (1911–1985), deutscher Kommunalpolitiker, Sozialdemokrat und Bürgermeister von Misburg
- Pott, Heiner (* 1954), deutscher Politiker (CDU)
- Pott, Herbert (1883–1953), britischer Turmspringer
- Pott, Hubert (* 1882), deutscher Jurist und Politiker (DNVP)
- Pott, Jan-Niklas (* 1993), deutscher Badmintonspieler
- Pott, Johann Balthasar († 1751), königlich großbritannischer und kurfürstlich braunschweigisch-lüneburgischer Amtmann in Hagen und Stotel
- Pott, Johann Heinrich (1692–1777), deutscher Chemiker und Apotheker
- Pott, Konstantin (* 1997), deutscher Politiker (FDP), MdL
- Pott, Marcel (* 1946), deutscher Fernsehjournalist und Autor
- Pott, Oliver (* 1973), deutscher Internetunternehmer, Autor und Hochschullehrer
- Pott, Paul (1882–1966), deutscher Architekt
- Pott, Percivall (1714–1788), britischer ChirurgPercivall Pott (1714–1788)

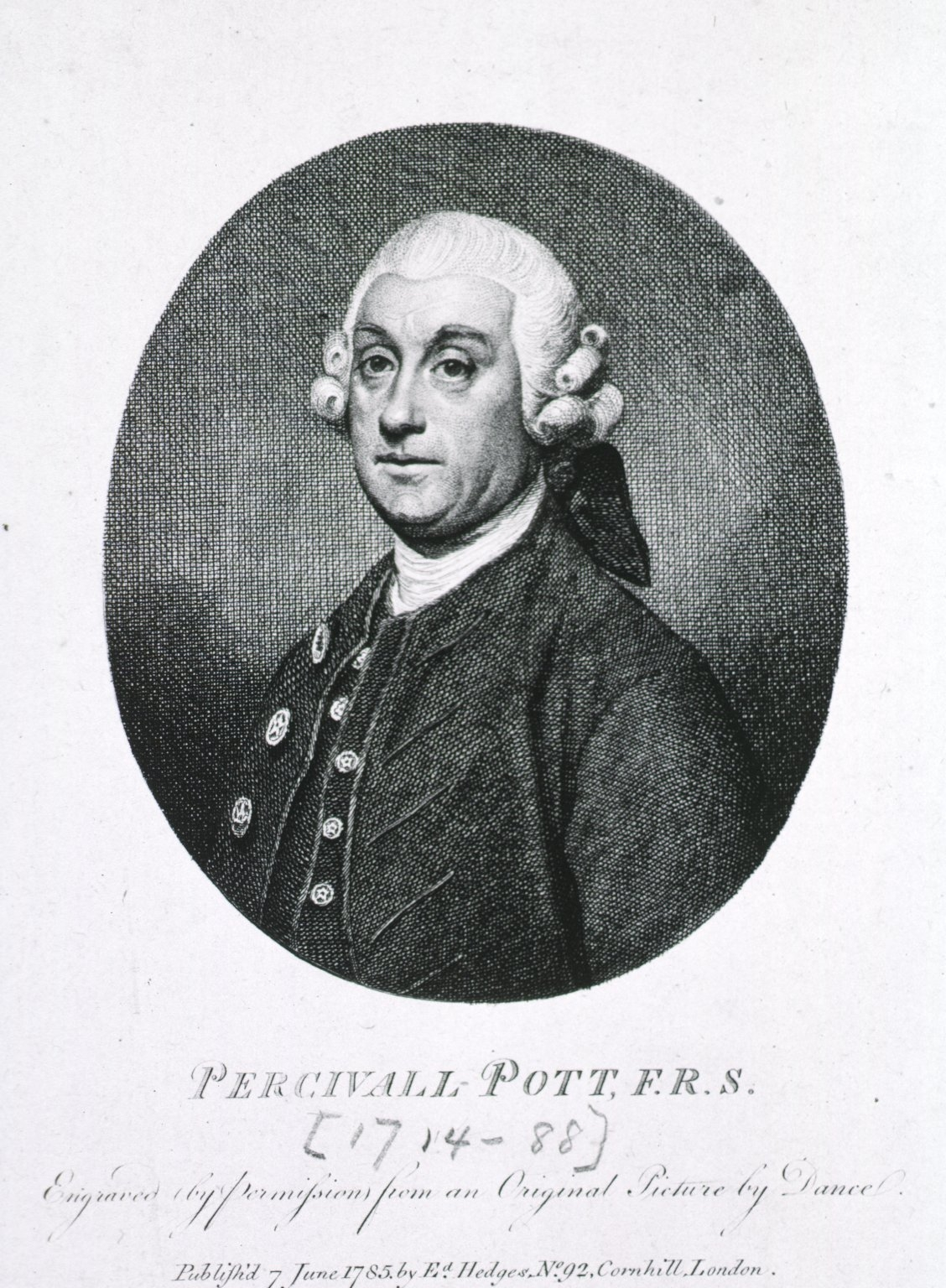
Percivall Pott (1714–1788)

- Pott, Richard (1844–1903), deutscher Mediziner
- Pott, Richard (* 1951), deutscher Geobotaniker
- Pott, Walter (1917–1972), deutscher Schauspieler bei Bühne, Film und Fernsehen
- Pott, Wolfgang (* 1929), deutscher Richter
- Pottag, Max (1876–1970), deutsch-amerikanischer Hornist
- Pottebaum, Hugo (1907–1979), deutscher Politiker (CDU)
- Potteck, Uwe (* 1955), deutscher Sportschütze
- Pottel, Rainer (* 1953), deutscher Leichtathlet
- Pottel, Reinhard (1930–2009), deutscher Hochfrequenztechniker und Hochschullehrer
- Pottelberghe, Joren van (* 1997), Schweizer Eishockeyspieler
- Pottenburg, Nikolaus von (1822–1884), österreichischer Diplomat
- Potter Payper (* 1990), englischer Rapper
- Potter Vonnoh, Bessie (1872–1955), US-amerikanische Bildhauerin
- Potter, Alexandra (* 1970), britische Romanautorin
- Potter, Allen (1818–1885), US-amerikanischer Politiker
- Potter, Alonzo (1800–1865), US-amerikanischer Geistlicher
- Potter, Barbara (* 1961), US-amerikanische Tennisspielerin
- Potter, Barry V. L. (* 1953), britischer Chemiker und Hochschullehrer
- Potter, Beatrix (1866–1943), britische Kinderbuchautorin und -illustratorinBeatrix Potter (1866–1943)

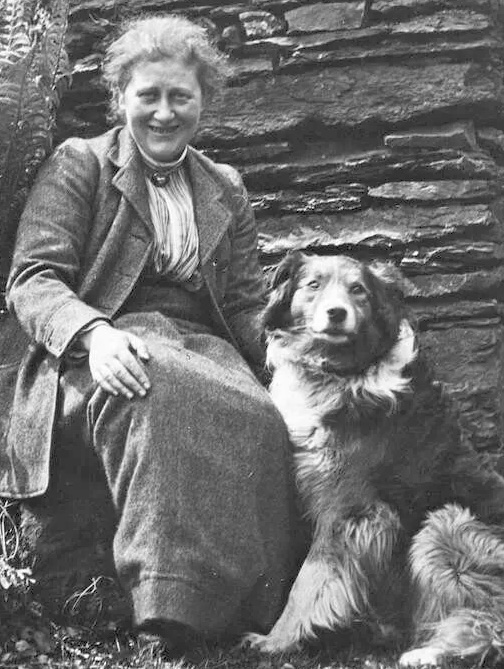
Beatrix Potter (1866–1943)

- Pötter, Bernhard (* 1965), deutscher Journalist und Autor
- Potter, Beth (* 1991), britische Triathletin
- Potter, Callan (* 1998), kanadischer Schauspieler
- Potter, Carol (* 1948), US-amerikanische Schauspielerin
- Potter, Cassandra (* 1981), US-amerikanische Curlerin
- Potter, Catherine (1957–2010), kanadische Flötistin und Komponistin
- Potter, Charles E. (1916–1979), US-amerikanischer Politiker (Republikanische Partei)
- Potter, Chris (* 1960), kanadischer Fernsehschauspieler
- Potter, Chris (* 1971), US-amerikanischer Jazz-Saxophonist und Komponist
- Potter, Cipriani (1792–1871), britischer Komponist, Pianist und Musikpädagoge
- Potter, Clarkson Nott (1825–1882), US-amerikanischer Bauingenieur, Jurist und Politiker
- Potter, Corey (* 1984), US-amerikanischer Eishockeyspieler
- Potter, Cynthia (* 1950), US-amerikanische Turmspringerin
- Potter, Darren (* 1984), irischer Fußballspieler
- Potter, David E. (* 1943), südafrikanisch-britischer Geschäftsmann
- Potter, David Morris (1910–1971), US-amerikanischer Historiker
- Potter, Dean (1972–2015), US-amerikanischer Kletterer und BergsteigerDean Potter (1972–2015)

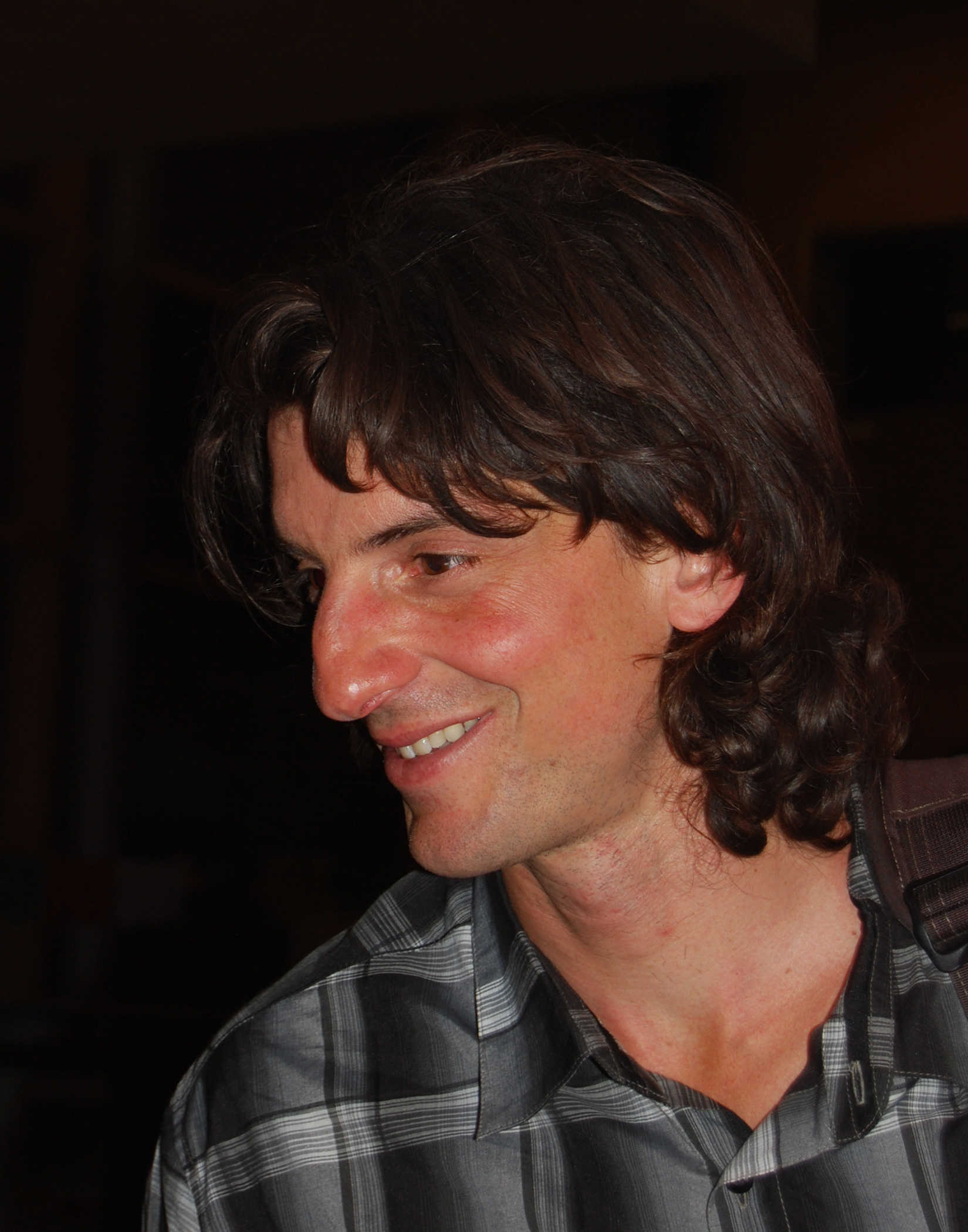
Dean Potter (1972–2015)

- Potter, Dennis (1935–1994), britischer Schriftsteller und Drehbuchautor
- Potter, Dine (* 1975), antiguanische Leichtathletin
- Potter, Don, US-amerikanischer Musiker und Musikproduzent
- Potter, Doreen (1925–1980), jamaikanische Komponistin und Geigerin
- Potter, Edith (1901–1993), amerikanische Ärztin und Wissenschaftlerin
- Potter, Edward Clark (1857–1923), amerikanischer Bildhauer
- Potter, Elisha Reynolds (1764–1835), US-amerikanischer Politiker
- Potter, Elisha Reynolds junior (1811–1882), US-amerikanischer Politiker
- Potter, Emery D. (1804–1896), US-amerikanischer Jurist und Politiker
- Potter, Frank (1919–1978), australischer Politiker (Liberal Party), Präsident des South Australian Legislative Council
- Potter, George Richard (1900–1981), britischer Historiker
- Potter, Grace (* 1983), US-amerikanische Rockmusikerin
- Potter, Graham (* 1975), englischer Fußballspieler und -trainerGraham Potter (* 1975)

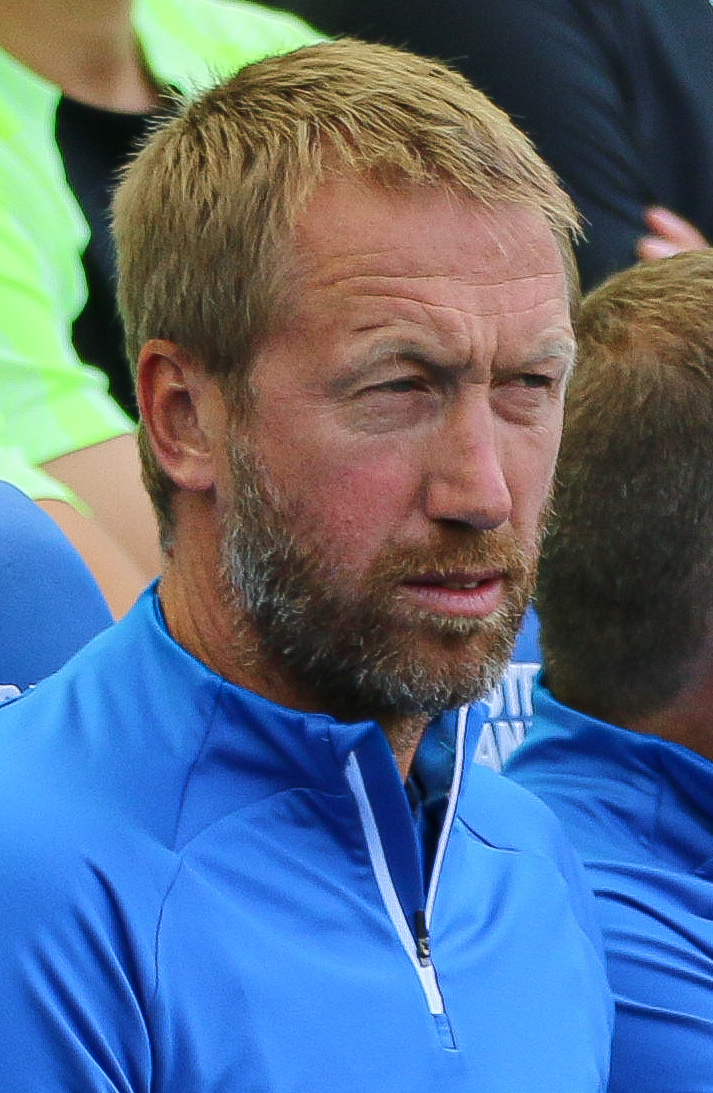
Graham Potter (* 1975)

- Pötter, Günter (1913–2009), deutscher Autor, Bibliothekar, Dolmetscher, Maler, Prädikant der evangelischen Landeskirche Hannover und Übersetzer
- Potter, H. C. (1904–1977), US-amerikanischer Komiker, Schauspieler und Autor
- Potter, Harry (* 1997), britisch-australischer Rugbyspieler
- Potter, Hebelius (1768–1824), friesischer Prediger und Reiseautor
- Potter, Henry (1881–1955), US-amerikanischer Golfer
- Potter, Isaac († 1735), englischer Ingenieur und Konstrukteur
- Potter, James (1729–1789), US-amerikanischer General und Politiker
- Potter, Jillion (* 1986), US-amerikanische Rugbyspielerin
- Potter, Jim (* 1973), belgisch-US-amerikanischer Basketballspieler
- Potter, John (1674–1747), Erzbischof von Canterbury
- Potter, John E. (* 1956), 72. US Postmaster General
- Potter, John F. (1817–1899), US-amerikanischer Politiker
- Potter, Jon (* 1963), englischer Hockeyspieler
- Potter, Jonathan (* 1956), britischer Linguist
- Potter, Josanne (* 1984), englische Fußballspielerin
- Pötter, Katharina (* 1979), deutsche Politikerin (CDU), Oberbürgermeisterin von OsnabrückKatharina Pötter (* 1979)

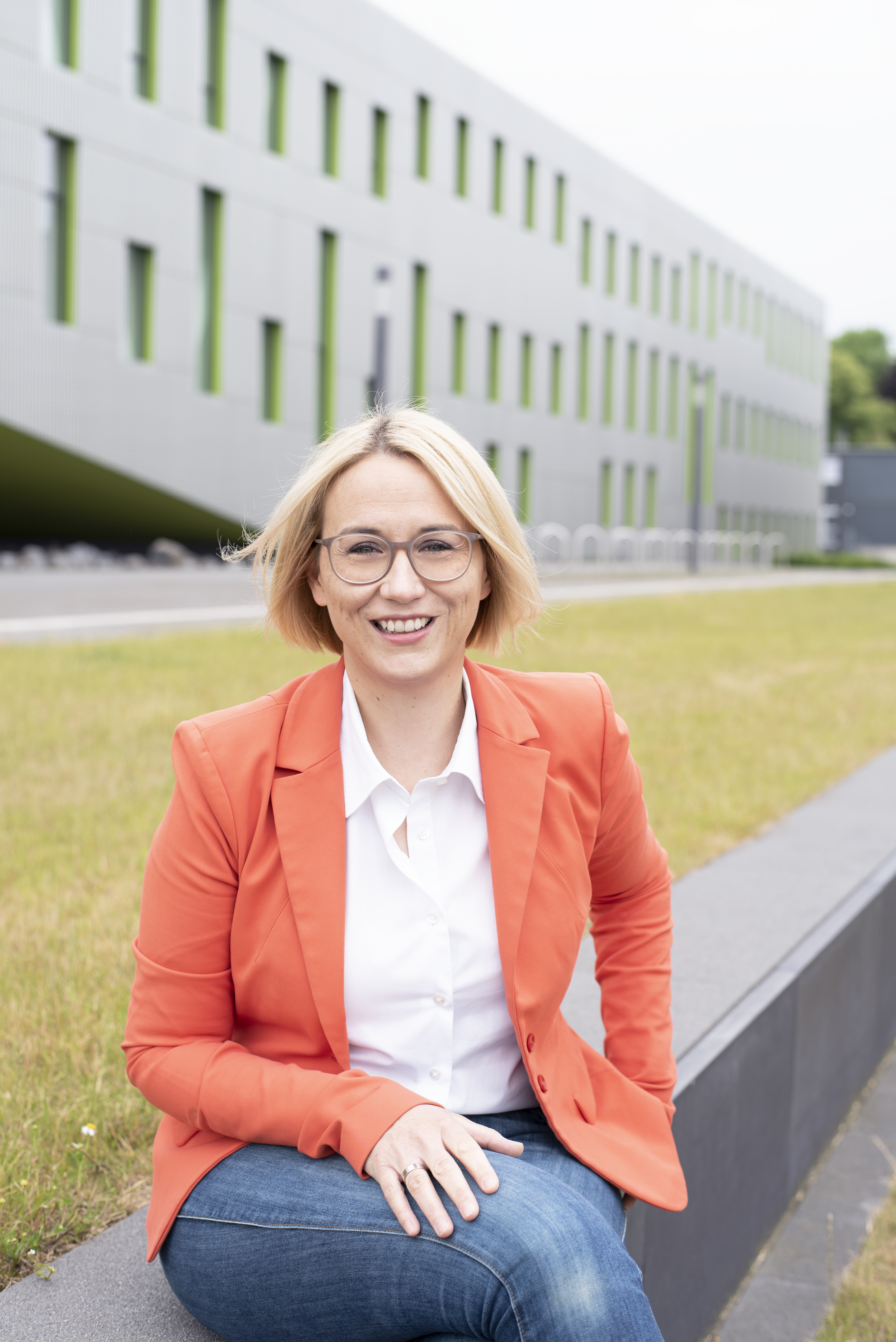
Katharina Pötter (* 1979)

- Potter, Lauren (* 1990), US-amerikanische Schauspielerin
- Potter, Madeleine, US-amerikanische Schauspielerin
- Potter, Marie-Louise (* 1959), seychellische Politikerin und Diplomatin
- Potter, Martin (* 1944), britischer Schauspieler
- Potter, Michael, britischer Philosoph, Logiker und Hochschullehrer
- Potter, Michael (1924–2013), US-amerikanischer Immunologe und Krebsforscher
- Potter, Mitch (* 1980), US-amerikanischer Sprinter
- Potter, Monica (* 1971), US-amerikanische SchauspielerinMonica Potter (* 1971)

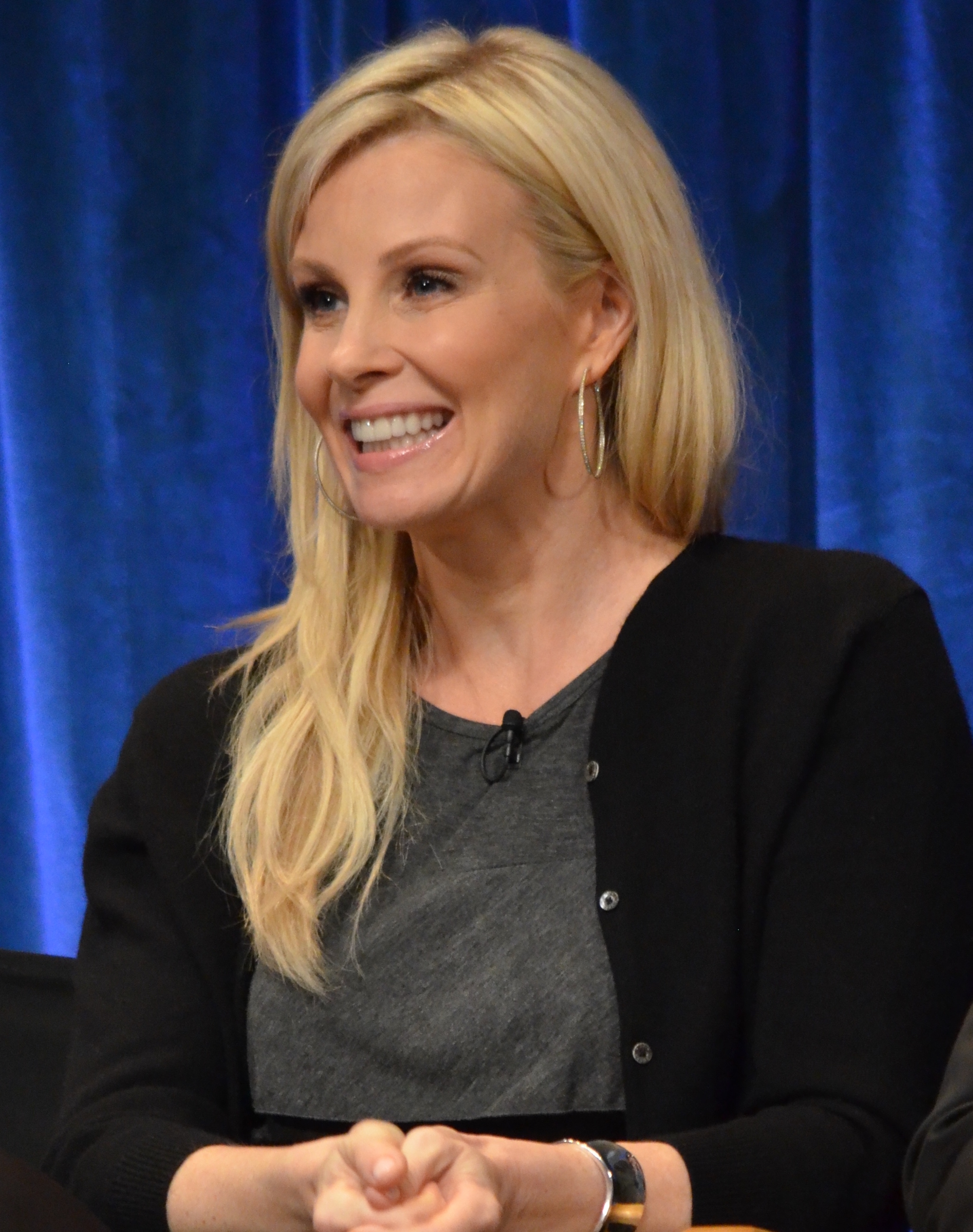
Monica Potter (* 1971)

- Potter, Nicholas (* 1990), britisch-deutscher Journalist und Autor
- Potter, Orlando B. (1823–1894), US-amerikanischer Jurist und Politiker
- Potter, Osbert (* 1956), US-amerikanischer Politiker (parteilos), Vizegouverneur der Amerikanischen Jungferninseln
- Pötter, Otto (* 1948), niederdeutscher Dichter, Hörspielautor und Schriftsteller plattdeutscher Kurzgeschichten
- Potter, Paulus, niederländischer Landschafts- und Tiermaler des Barock
- Potter, Philip (1921–2015), dominicanischer Geistlicher, Generalsekretär des Ökumenischen Rates der Kirchen
- Pötter, Richard (* 1948), deutscher Strahlentherapeut
- Potter, Robert († 1842), US-amerikanischer Politiker
- Potter, Ryan (* 1995), US-amerikanischer Schauspieler
- Potter, Sally (* 1949), englische Autorenfilmerin
- Potter, Samuel J. (1753–1804), US-amerikanischer Politiker
- Potter, Tommy (1918–1988), US-amerikanischer Jazzbassist
- Pötter, Wilhelm (1904–2002), deutscher Jurist, Richter, Staatssekretär
- Potter, Will (* 1980), US-amerikanischer Journalist und Freiheitsrechtler
- Potter, William Everett (1905–1988), US-amerikanischer Armeeoffizier und Gouverneur der Panamakanalzone
- Potter, William Norwood (1840–1895), englischer Schachspieler
- Potter, William Wilson (1792–1839), US-amerikanischer Politiker
- Potterat, Louis (1869–1928), Schweizer Bauingenieur
- Pottere, Georg de (1875–1951), österreichisch-ungarischer Diplomat und antisemitischer Publizist
- Pöttering, Hans-Gert (* 1945), deutscher Politiker (CDU), MdEP, 23. Präsident des Europäischen Parlamentes (2007–2009)Hans-Gert Pöttering (* 1945)

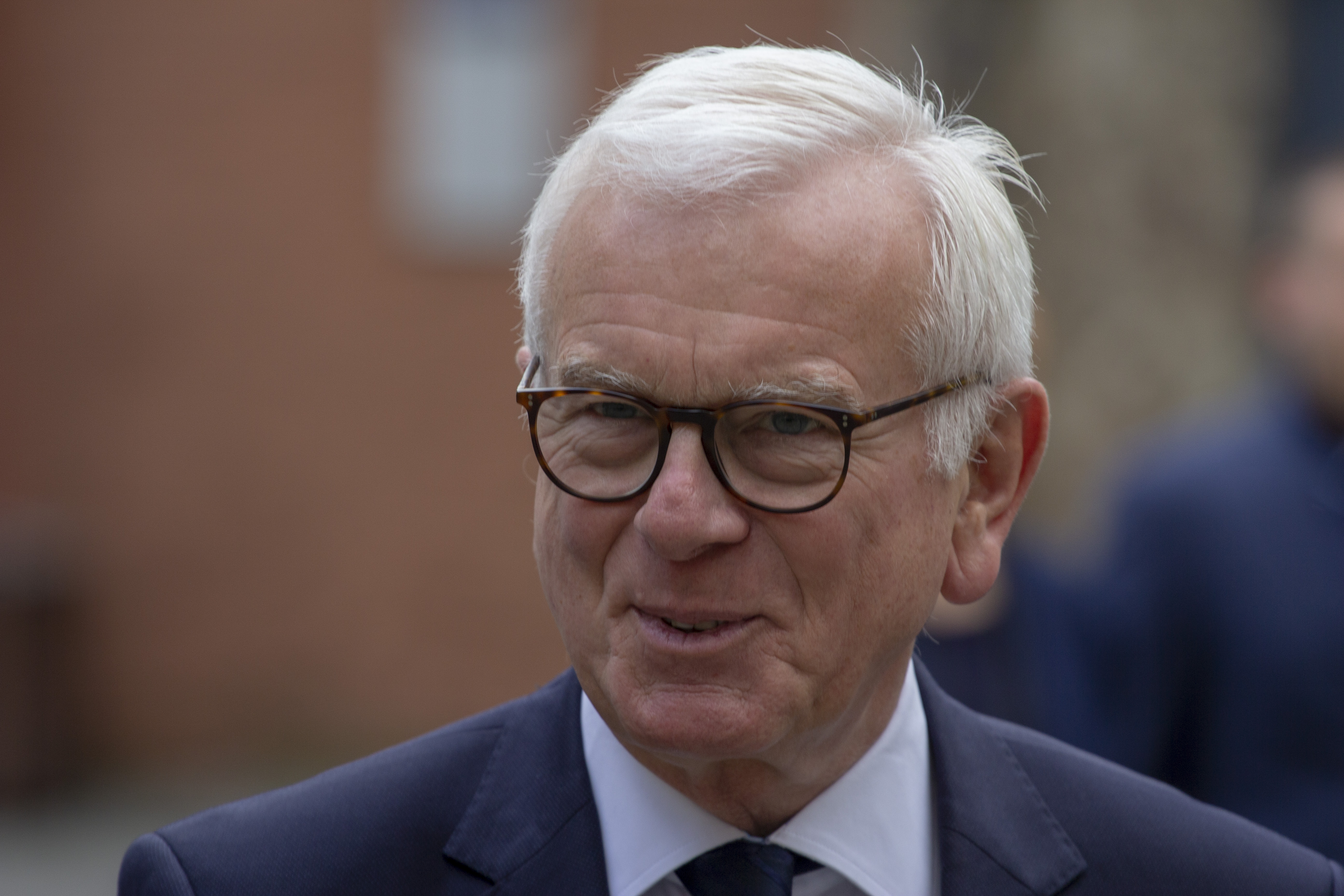
Hans-Gert Pöttering (* 1945)

- Potters, Sjoerd (* 1974), niederländischer Politiker (VVD), Bürgermeister von De Bilt (seit 2017)
- Pötters, Wilhelm (* 1941), deutscher Romanist
- Potterton, Gerald (1931–2022), britisch-kanadischer Animator, Filmregisseur und -produzent
- Pöttgen, Heribert (1929–2012), deutscher Verwaltungsjurist und Autor
- Pöttgen, Rainer (* 1966), deutscher Chemiker
- Pottgießer, Johann Wilhelm, deutscher Maler
- Pottharst, Kerri (* 1965), australische Volleyballspielerin
- Potthast von Minden, Olga (1869–1942), deutsche Kunstmalerin
- Potthast, August (1824–1898), deutscher Historiker und Bibliothekar
- Potthast, Barbara (* 1956), deutsche Historikerin
- Potthast, Bernd (1922–2008), deutscher Wirtschaftsjurist und Kommunalpolitiker
- Potthast, Bruno (1887–1967), deutscher Jurist und Kommunalpolitiker (CDU)
- Potthast, Dan (* 1972), US-amerikanischer Sänger
- Potthast, Edward Henry (1857–1927), US-amerikanischer Impressionistischer Maler
- Potthast, Gabriele (* 1955), deutsche Politikerin (Die Grünen), MdB
- Potthast, Hedwig (1912–1994), deutsche Sekretärin und Geliebte des Reichsführers SS Heinrich HimmlerHedwig Potthast (1912–1994)

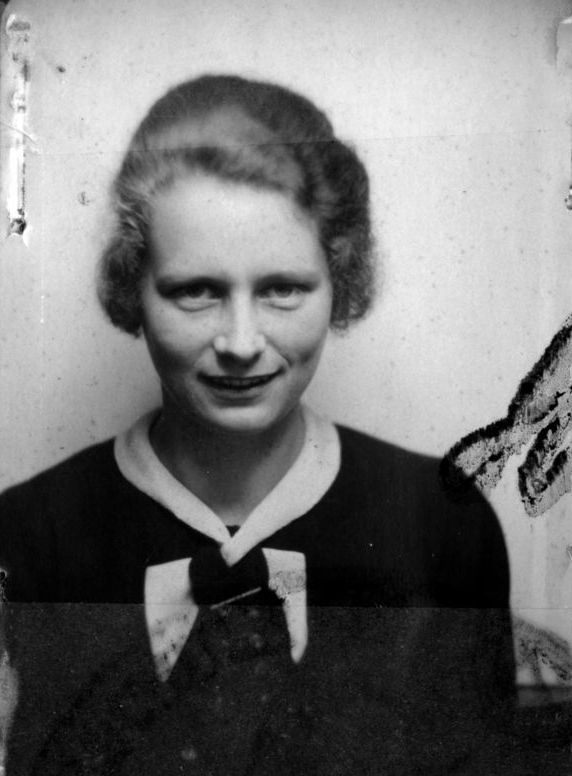
Hedwig Potthast (1912–1994)

- Potthast, Jörg, deutscher Soziologe
- Potthast, Karl Heinz (1924–2011), deutscher Historiker, Pädagoge und evangelischer Bildungstheoretiker
- Potthast, Konrad (1881–1967), deutscher Politiker (SPD)
- Potthast, Thomas (* 1963), deutscher Biologe, Philosoph und Hochschullehrer
- Potthast, Wolfgang (* 1967), deutscher Sportwissenschaftler, Hochschullehrer
- Potthausen, Caspar von († 1663), kurbrandenburger Generalwachtmeister zu Fuß, Geheimer Kriegsrat
- Potthof, Hans (1911–2003), Schweizer Maler und Grafiker
- Potthoff, Adolf (1897–1969), deutscher Journalist, Pädagoge und Schriftsteller
- Potthoff, Erich (1914–2005), Ökonom und Hochschullehrer, Wirtschaftsprüfer und Politiker (SPD), MdL
- Potthoff, Gerhart (1908–1989), deutscher Verkehrswissenschaftler
- Potthoff, Heinrich (1938–2021), deutscher Historiker und Publizist
- Potthoff, Heinz (1875–1945), deutscher Sozialreformer, Arbeitsrechtler und Politiker (FVg, FVP), MdR
- Potthoff, Heinz (1904–1974), deutscher Politiker (SPD), Manager und Beamter
- Potthoff, Hermann (1873–1951), deutscher Maschinenbau-Ingenieur und Hochschullehrer
- Potthoff, Konrad (* 1950), deutscher Schriftsteller und Trauerredner
- Potthoff, Lisa Maria (* 1978), deutsche SchauspielerinLisa Maria Potthoff (* 1978)

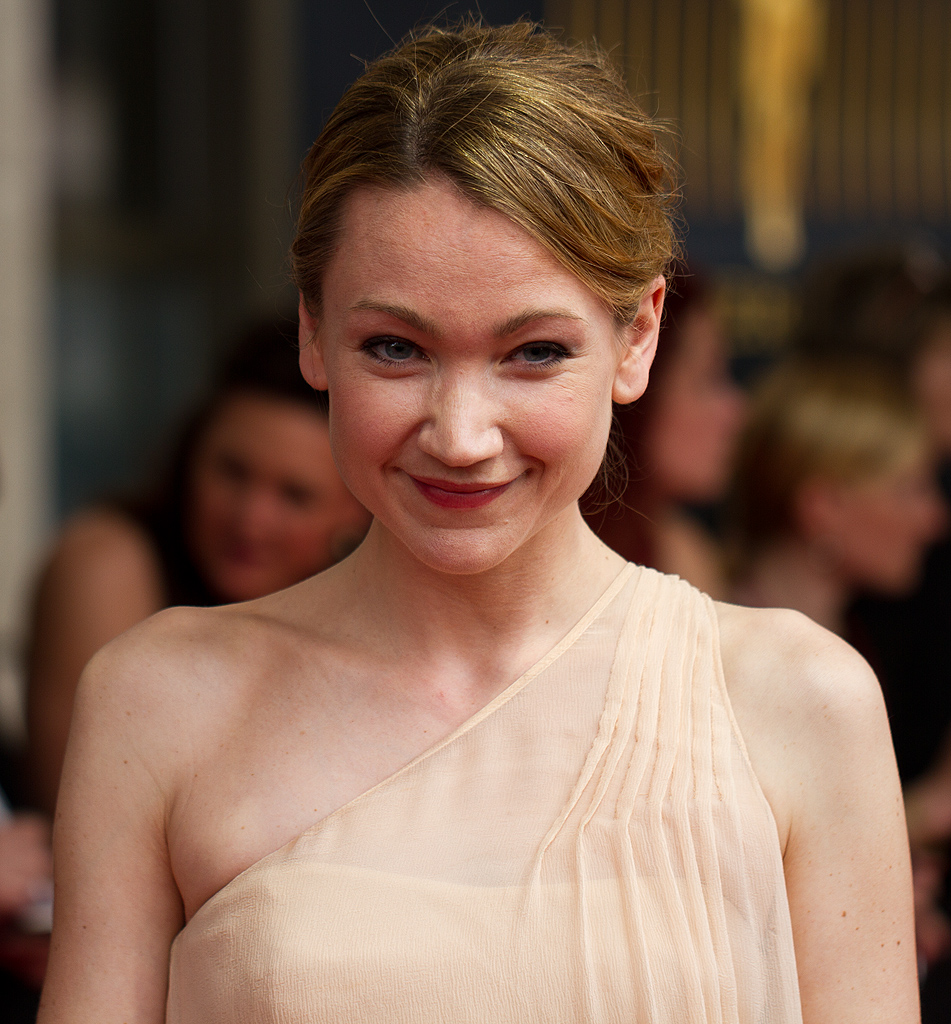
Lisa Maria Potthoff (* 1978)

- Potthoff, Lutz (* 1964), deutscher Jazzpianist
- Potthoff, Margot (* 1934), deutsche Schriftstellerin
- Potthoff, Matthias (* 1987), deutscher Eishockeyspieler
- Potthoff, Oliver (* 1981), deutscher Motoballtorwart
- Potthoff, Willy (1925–2006), deutscher Reformpädagoge
- Pöttickh von Pettenegg, Eduard Gaston (1847–1918), Ritter des Deutschen Ordens und Priester
- Pottier, Adrien Joseph, Orgelbauer
- Pottier, Adrien-Félix (1792–1855), Schweizer Politiker und Richter
- Pottier, André (1882–1976), französischer Radrennfahrer
- Pottier, Auguste (1823–1896), Möbeldesigner und Innenausstatter
- Pottier, Edmond (1855–1934), französischer Kunsthistoriker und Archäologe
- Pottier, Eugène (1816–1887), französischer Textdichter der Internationalen
- Pottier, Gustave, französischer Turner
- Pottier, Michel (* 1948), französischer Fußballspieler
- Pottier, Philippe (1938–1985), Schweizer Fussballspieler
- Pottier, René (1879–1907), französischer Radrennfahrer
- Pottier, Richard (1906–1994), französischer Filmregisseur und Drehbuchautor
- Pottier, Waldemar (1914–2004), deutscher Schauspieler und Kinderdarsteller beim Stummfilm
- Pötting, Adrienne von (1856–1909), österreichische Porträt-, Landschafts- und Genremalerin
- Pötting, Franz Eusebius von (1627–1678), böhmischer Vizekanzler und österreichischer Diplomat
- Pottinger, Allison (* 1973), US-amerikanische Curlerin
- Pottinger, Eldred (1811–1843), britischer Militärdiplomat
- Pottinger, Henry (1789–1856), britischer Offizier und Kolonialbeamter
- Pöttinger, Josef (1903–1970), deutscher Fußballspieler und -trainer
- Pöttinger, Laurenz (* 1964), österreichischer Politiker (ÖVP), Abgeordneter zum Nationalrat
- Pöttinger, Markus (* 1978), deutscher Eishockeyspieler
- Pottinger, Sonia (1931–2010), jamaikanische Reggae-Musikproduzentin
- Pottinger, Tinks (* 1956), neuseeländische Vielseitigkeitsreiterin
- Pöttinger, Wolfgang (1932–2005), österreichischer Kunstschmied und Dichter
- Pöttken, Stephanus (1724–1795), Priester, Abt des Klosters Marienfeld
- Pöttker, Horst (* 1944), deutscher Medienwissenschaftler, Soziologe, Hochschullehrer und Publizist
- Pottker, William (* 1993), brasilianischer Fußballspieler
- Pottle, Emory B. (1815–1891), US-amerikanischer Jurist und Politiker
- Pottle, Harry (1925–1998), britischer Filmarchitekt
- Pöttler, Marcus (* 1977), österreichischer Schriftsteller
- Pöttler, Stefan (* 1967), österreichischer Manager, Pressesprecher des österreichischen Bundeskanzlers Alfred Gusenbauer
- Pöttler, Viktor Herbert (1924–2013), österreichischer Forscher
- Pottmann, Helmut (* 1959), österreichischer Mathematiker und Hochschullehrer
- Pottmeyer, Hermann Josef (1934–2023), deutscher römisch-katholischer Geistlicher und Fundamentaltheologe
- Pottner, Emil (* 1872), österreichischer Maler, Grafiker und Keramiker des Impressionismus
- Pöttner, Martin (* 1959), deutscher evangelischer Theologe
- Potton, Fay (* 1976), britische Biathletin
- Potton, Richard de († 1270), schottischer Geistlicher
- Pöttrich, Lilli (* 1954), deutsche Rechtsanwältin und Agentin
- Potts, Alec (* 1996), australischer Bogenschütze
- Potts, Allan (1904–1952), US-amerikanischer Eisschnellläufer
- Potts, Andrew Lee (* 1979), britischer Schauspieler
- Potts, Andy (* 1976), US-amerikanischer Triathlet
- Potts, Annie (* 1952), US-amerikanische SchauspielerinAnnie Potts (* 1952)

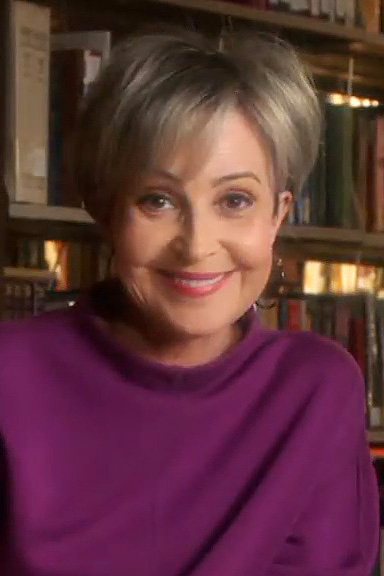
Annie Potts (* 1952)

- Potts, Benjamin Franklin (1836–1887), US-amerikanischer Politiker
- Potts, Bill (1928–2005), US-amerikanischer Jazzpianist, Komponist, Arrangeur und Musikpädagoge
- Potts, Charlotte (* 1986), deutsche Journalistin und FernsehmoderatorinCharlotte Potts (* 1986)

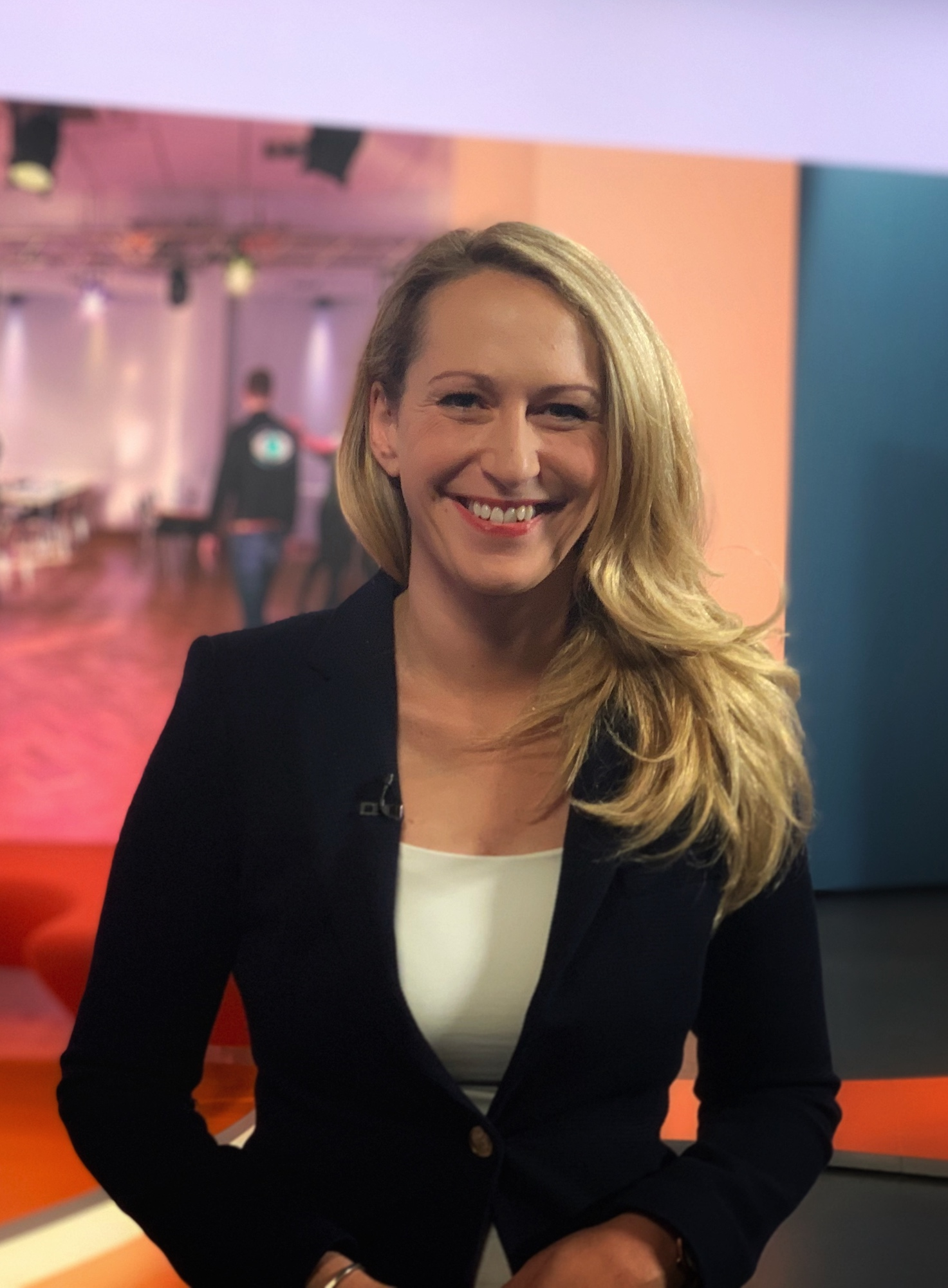
Charlotte Potts (* 1986)

- Potts, Cliff (* 1942), US-amerikanischer Schauspieler
- Potts, Daniel T. (* 1953), amerikanischer Vorderasiatischer Archäologe
- Potts, D'Artagnan (* 2003), australischer Beachvolleyballspieler
- Potts, David (1794–1863), US-amerikanischer Politiker
- Potts, David M. (1906–1976), US-amerikanischer Jurist und Politiker
- Potts, David M. (* 1952), britischer Geotechnik-Ingenieur
- Potts, Don (* 1936), US-amerikanischer Künstler
- Potts, Edward (1881–1944), britischer Turner
- Potts, Gareth (* 1983), englischer Poolbillardspieler
- Potts, Harry (1920–1996), englischer Fußballspieler und -trainer
- Potts, Jack (1906–1987), britischer Langstrecken- und Hindernisläufer
- Potts, Jenna (* 1994), US-amerikanische Volleyballspielerin
- Potts, John († 1809), Mitglied der Lewis-und-Clark-Expedition
- Potts, Marc (* 1991), irischer Radsportler
- Potts, Matthew (* 1998), englischer Cricketspieler
- Potts, Paul (* 1970), britischer TenorPaul Potts (* 1970)

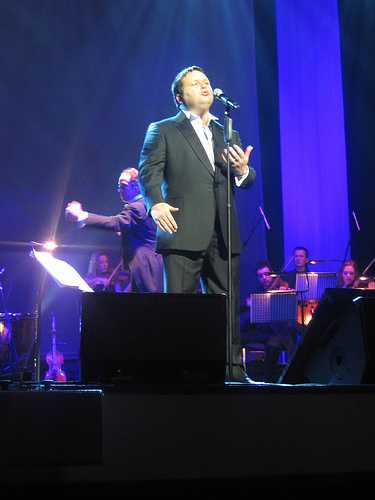
Paul Potts (* 1970)

- Potts, Reginald (1892–1968), britischer Turner
- Potts, Renfrey (1925–2005), australischer Physiker und Mathematiker
- Potts, Richard (1753–1808), US-amerikanischer Jurist und Politiker
- Potts, Richard (* 1953), US-amerikanischer Paläoanthropologe
- Potts, Sarah-Jane (* 1976), britische Schauspielerin
- Potts, Seán (1930–2014), irischer Musiker
- Potts, Steve (* 1943), amerikanischer Jazzsaxophonist
- Potts, Steve (* 1967), englischer Fußballspieler
- Potts, Sylvia (1943–1999), neuseeländische Mittelstreckenläuferin
- Potts, William (1883–1947), US-amerikanischer Polizist und Erfinder
- Pöttschacher, Richard (1904–2008), österreichischer Sänger
- Pöttschke, Tork (* 1980), deutscher Journalist und Autor

### Potu
- Potůček, Jiří (1919–1942), tschechoslowakischer Unteroffizier und Widerstandskämpfer
- Potuk, Alper (* 1991), türkischer Fußballspieler
- Potulny, Grant (* 1980), US-amerikanischer Eishockeyspieler und -trainer
- Potulny, Ryan (* 1984), US-amerikanischer Eishockeyspieler und -trainer
- Potulski, Andreas (* 1980), deutscher Schauspieler
- Poturalski, Andrew (* 1994), US-amerikanischer Eishockeyspieler
- Potuschak, Heinrich (1946–2021), österreichischer Statistiker und Skitouren-Autor
- Potuznik, Gerhard, österreichischer Musiker und Musikproduzent
- Potuznik, Heribert (1910–1984), österreichischer Landschafts- und Porträtmaler

### Potv
- Potvin, Denis (* 1953), kanadischer Eishockeyspieler
- Potvin, Félix (* 1971), kanadischer Eishockeytorwart und -trainer
- Potvin, Jean (1949–2022), kanadischer Eishockeyspieler
- Potvin, Marc (1967–2006), kanadischer Eishockeyspieler und -trainer
- Potvin, Steve (* 1974), kanadischer Eishockeyspieler

### Potw
- Potworowski, Gustav von (1800–1860), polnischer Rittergutsbesitzer und Politiker in Preußen, Kämpfer für die polnische Unabhängigkeit
- Potworowski, Piotr (1898–1962), polnischer Maler und Grafiker

### Poty
- Poty, Paul (1889–1962), französischer Arzt und Ornithologe
- Potye, Peter (1925–2022), österreichischer Zeitzeuge
- Potye, Tobias (* 1995), deutscher HochspringerTobias Potye (* 1995)

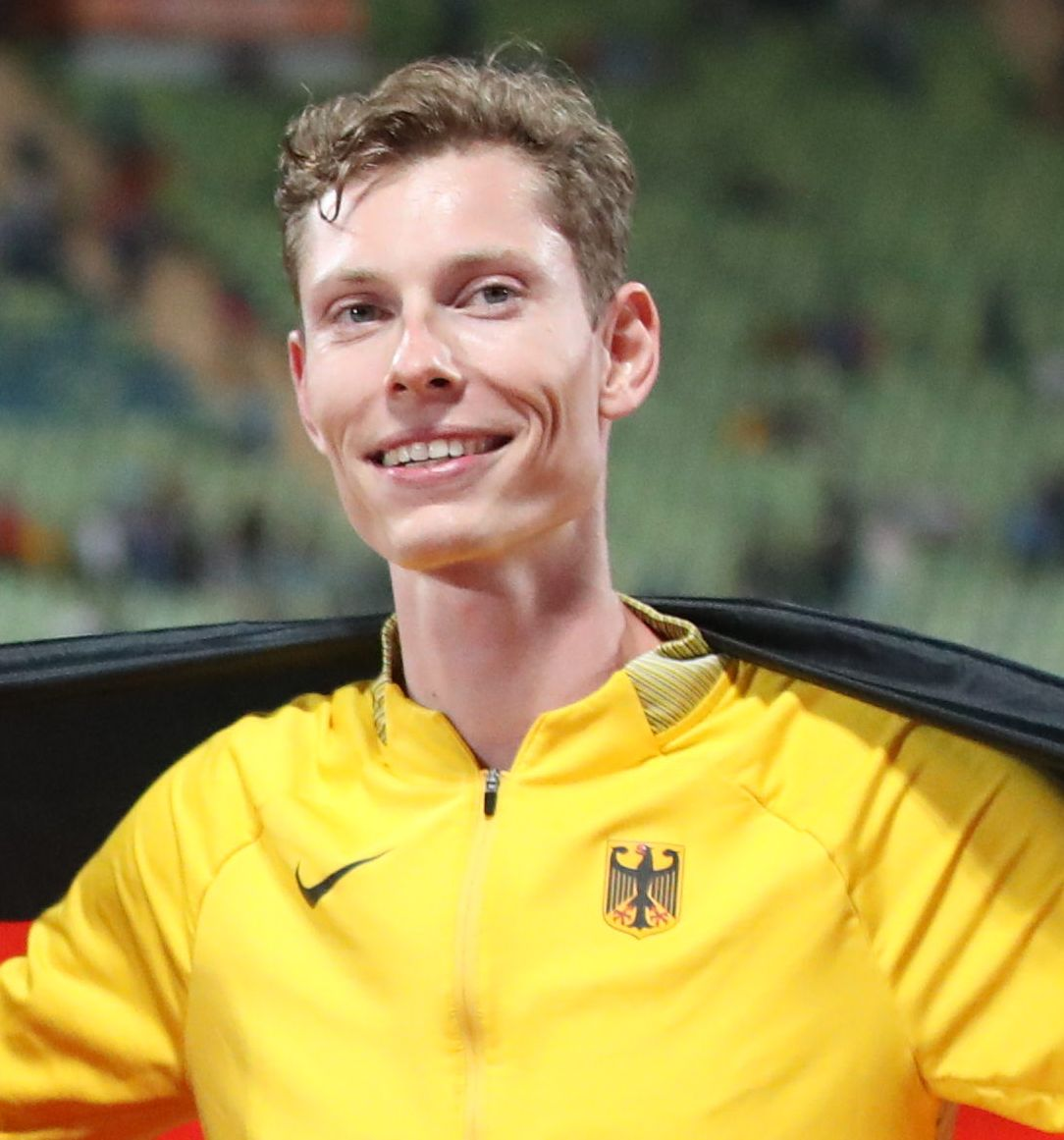
Tobias Potye (* 1995)

- Potyka, Alexander (* 1957), österreichischer Verleger, Übersetzer und Lobbyist der Verlags- und Verlegerbranche
- Potyka, Anton (1899–1973), österreichischer Architekt
- Potyka, Christian (1942–1981), deutscher Journalist
- Potyka, Gerd (1931–2022), deutscher Schauspieler und Drehbuchautor
- Potyka, Hans (1913–1968), deutscher Arzt und Politiker (SPD), MdL
- Potylizyna, Olga Wiktorowna (* 1989), russische Skeletonfahrerin

### Potz
- Pötz, Emil (* 2006), deutscher Basketballspieler
- Pötz, Florian (* 1991), österreichischer Schachspieler
- Pötz, Jacob (1888–1948), deutscher Verleger und Politiker (Zentrum), MdL
- Potz, Jerzy (1953–2000), polnischer Eishockeyspieler und -trainer
- Pötz, Paul-Günter (1923–2017), deutscher Jurist, Ministerialdirigent in dem Bundesministerium der Justiz
- Potz, Richard (* 1943), österreichischer Rechtswissenschaftler
- Pötz, Thomas (* 1981), österreichischer Musiker, Sounddesigner und Filmtonmeister
- Potzahr, Mark-Oliver (* 1970), deutscher Politiker (CDU), MdL
- Potzel, Deike (* 1968), deutsche Diplomatin
- Potzel, Markus (* 1965), deutscher Diplomat
- Pötzelberger, Hartmut (* 1978), österreichischer Footballspieler
- Pötzelsberger, Tobias (* 1983), österreichischer Journalist und Singer-SongwriterTobias Pötzelsberger (* 1983)

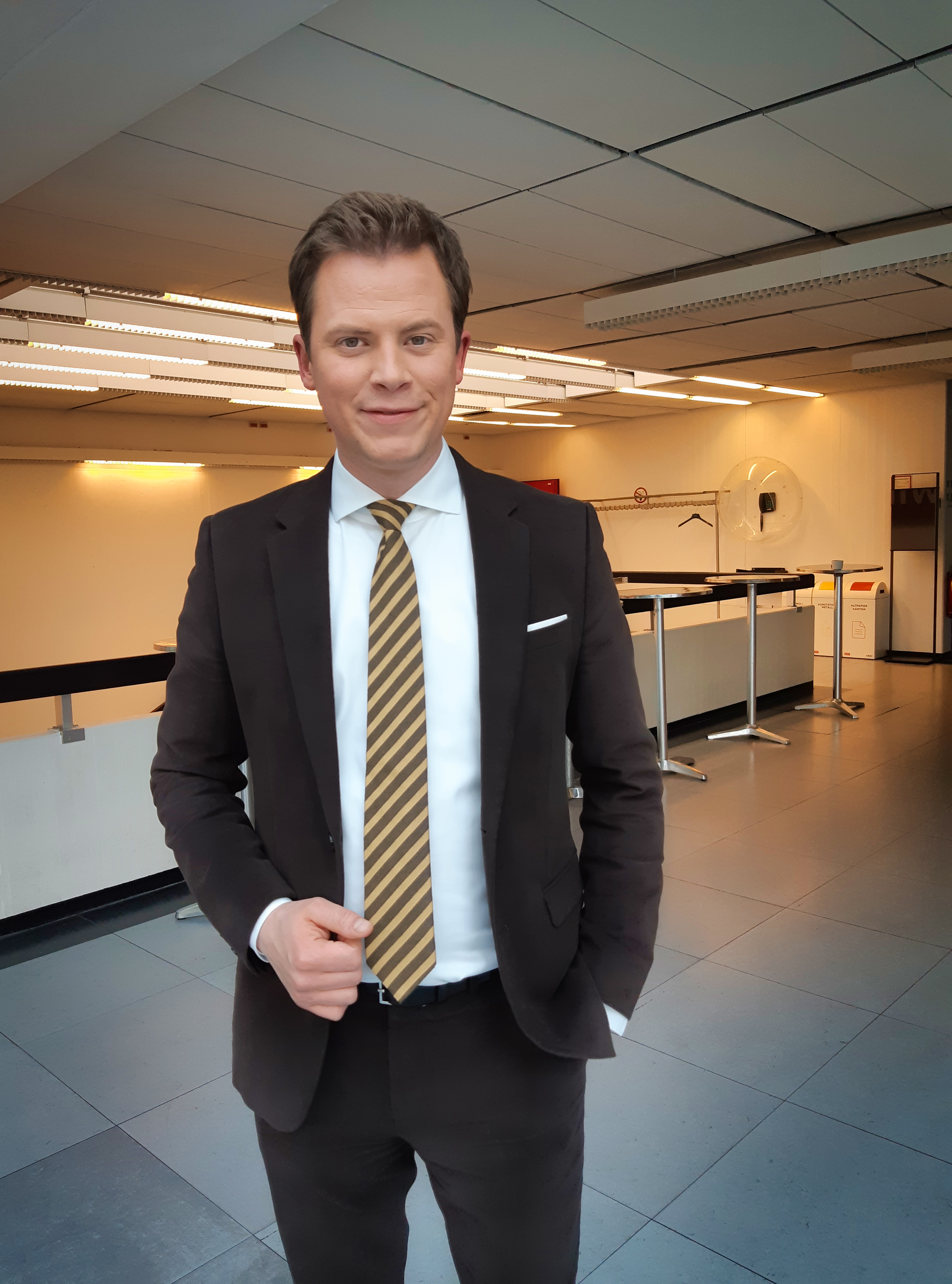
Tobias Pötzelsberger (* 1983)

- Potzelt, Walter (1903–1955), deutscher SS-Führer, MdR, Angehöriger der Einsatzgruppen und Politiker (NSDAP), stellvertretender BdS Ostland
- Potzern, Holger († 2007), deutscher Schauspieler, Theaterregisseur, Hörspiel- und Synchronsprecher
- Potzerne, Benjamin (1665–1699), deutscher Hochschullehrer, Professor für Logik und Metaphysik
- Potzernheim, Otto (1874–1942), deutscher Gemeindevorsteher und Opfer des Holocaust
- Potzernheim, Werner (1927–2014), deutscher Bahnradsportler
- Pötzinger, Georg Wilhelm (1709–1753), deutscher lutherischer Theologe, Mathematiker und Hochschullehrer
- Potzinger, Leopold (1870–1933), österreichischer katholischer Geistlicher und Politiker (CSP), Abgeordneter zum Nationalrat
- Pötzl, Eduard (1851–1914), österreichischer Journalist und Feuilletonist
- Pötzl, Johannes (1930–1993), österreichischer Physiker
- Pötzl, Norbert F. (* 1948), deutscher Journalist und Autor
- Pötzl, Otto (1877–1962), österreichischer Neurologe und Psychiater
- Pötzl, Verena (* 1978), österreichische Popsängerin
- Pötzl, Walter (* 1939), deutscher Kreisheimatpfleger und emeritierter Extraordinarius für Volkskunde
- Pötzlberger, Leopold (1927–1962), österreichischer Dichter
- Potzler, Karl (1920–1995), deutscher Bildhauer
- Pötzlinger, Hans († 1603), Renaissance-Bildhauer
- Pötzlinger, Hermann († 1469), Priester, Klosterschulrektor und Handschriftensammler im Kloster St. Emmeram
- Potzmann, Marvin (* 1993), österreichischer Fußballspieler
- Potzner, Ferenc (1973–2007), ungarischer Stuntfahrer
- Pötzsch, Albin (1935–2019), deutscher Schachjournalist
- Pötzsch, Arno (1900–1956), deutscher Erzieher, Pfarrer und KirchenliederdichterArno Pötzsch (1900–1956)

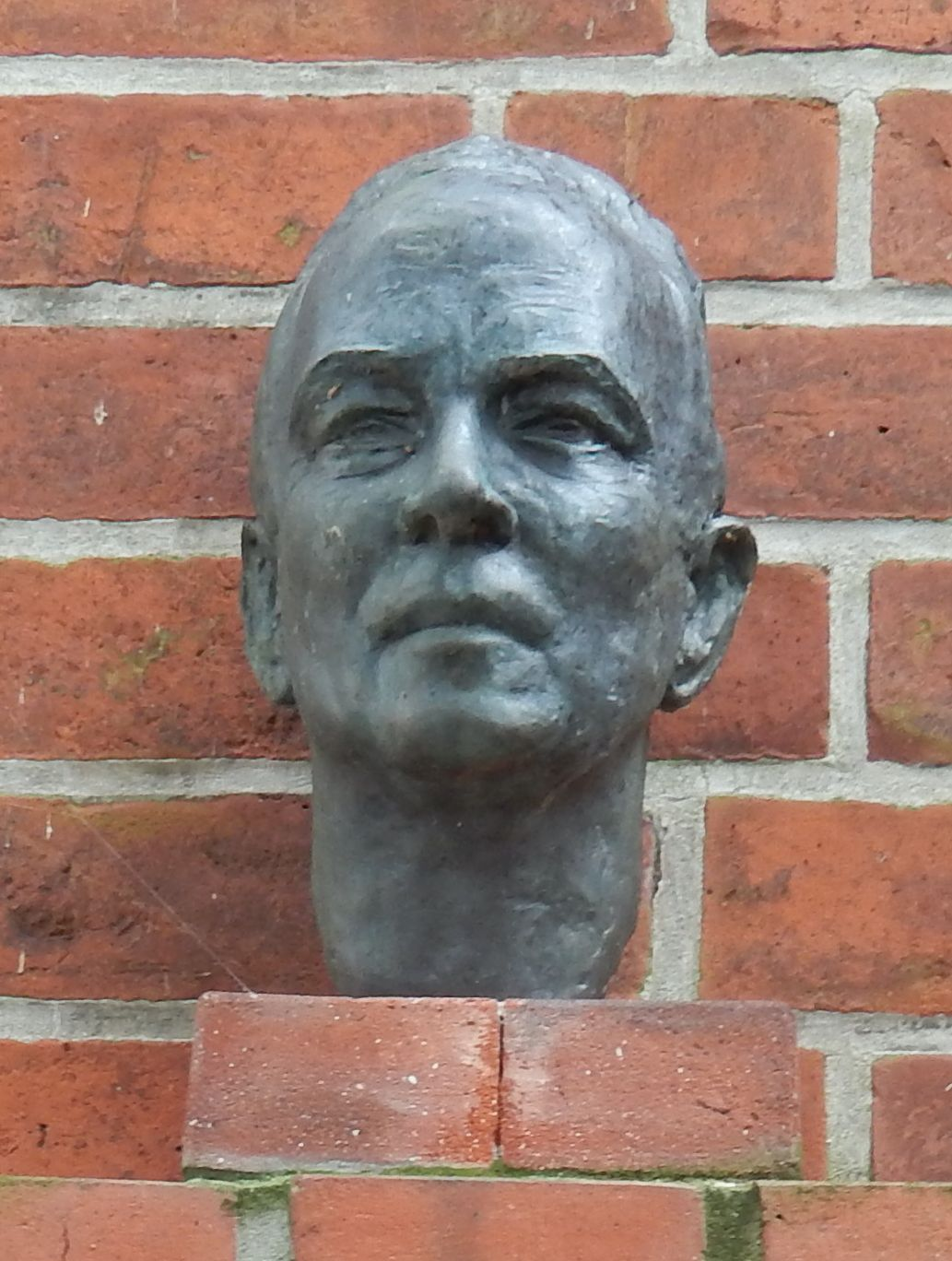
Arno Pötzsch (1900–1956)

- Pötzsch, Christoph (* 1955), deutscher Jurist und Sachbuchautor
- Pötzsch, Clemens (* 1985), deutscher Pianist und Komponist
- Pötzsch, Eduard (1803–1889), deutscher Architekt
- Pötzsch, Gerhard (* 1951), deutscher Schriftsteller und Stadtratsmitglied in Leipzig (SPD)
- Pötzsch, Gustav (1898–1963), deutscher KPD-Funktionär, Widerstandskämpfer
- Pötzsch, Horst (1927–2009), deutscher Historiker und Politologe
- Pötzsch, Oliver (* 1970), deutscher Schriftsteller und Filmautor
- Pötzsch, Robert (* 1972), deutscher Kommunalpolitiker
- Pötzsch, Stefanie (* 1977), deutsche politische Beamtin
- Pötzsch, Thomas (* 1959), deutscher Schauspieler, Regisseur und Hörspielsprecher
- Pötzsch, Timo (* 1970), deutscher Handballspieler
- Pötzsch, Torsten (* 1971), deutscher Kommunalpolitiker
- Pötzsch, Volker (* 1973), deutscher Brigadegeneral der Bundeswehr
- Pötzsch, Wolfgang (* 1947), deutscher Handballspieler
- Pötzsch-Rauschenbach, Anett (* 1960), deutsche EiskunstläuferinAnett Pötzsch-Rauschenbach (* 1960)

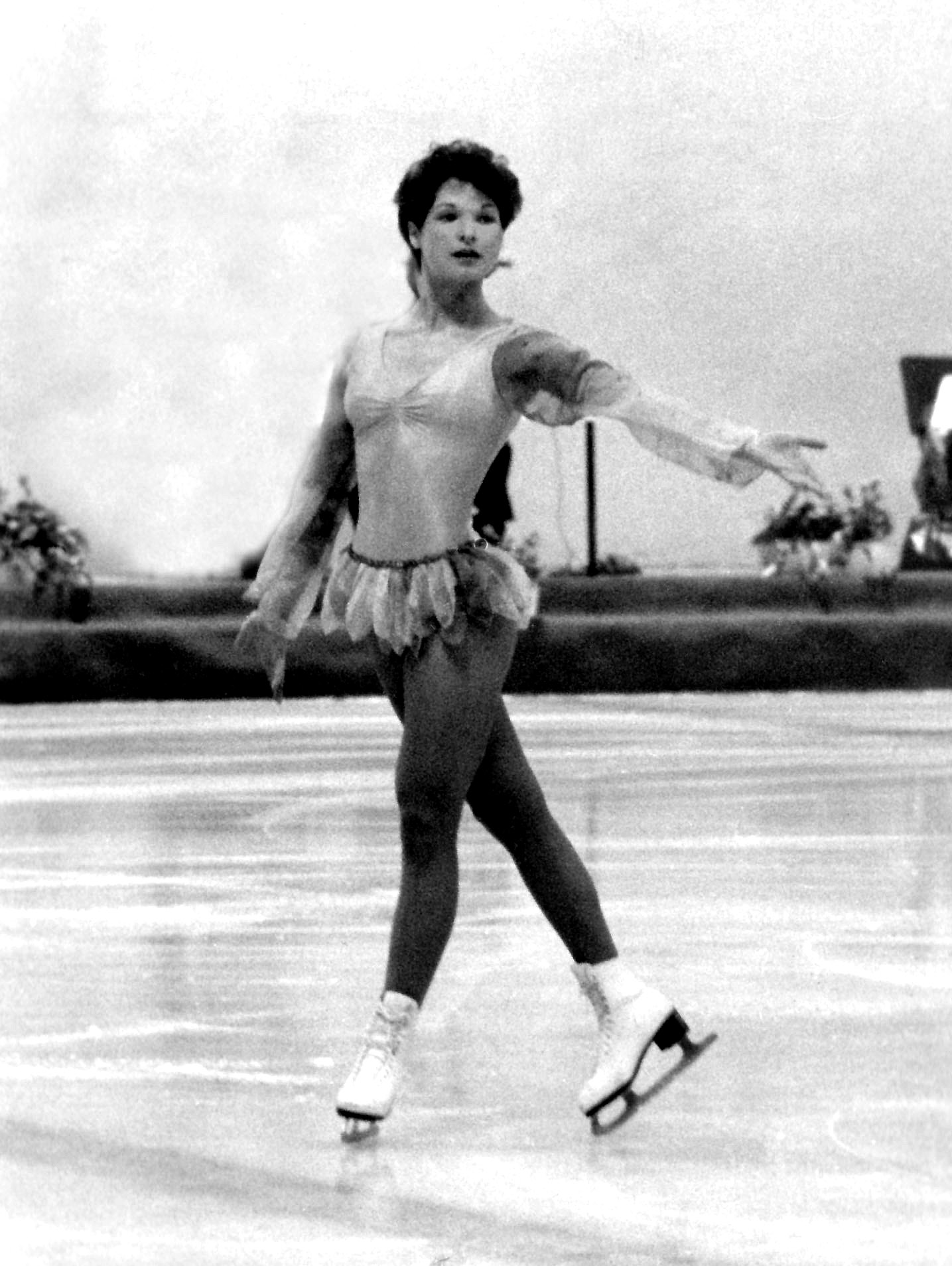
Anett Pötzsch-Rauschenbach (* 1960)

- Pötzschig, Gert (* 1933), deutscher Maler und Grafiker
- Pötzschke, Robert (* 1949), deutscher Fußballspieler
- Potztal, Eva (1924–2000), deutsche Botanikerin